# Settore scientifico-disciplinare
I settori scientifico-disciplinari (s.s.d.) sono un insieme di distinzioni disciplinare volto ad organizzare l'istruzione superiore adottato nelle università italiane.

## Storia
Anche se un raggruppamento per aree tematiche esisteva già dal 1973, i settori vennero introdotti dalla legge 19 novembre 1990, n. 341, e poi ulteriormente stabiliti, ai sensi all'art. 15 della legge 30 dicembre 2010, n. 240 dal decreto ministeriale (DM) 30 ottobre 2015, n. 855, con specifico riferimento, ed in vigore dal 20 novembre 2015, data di pubblicazione sulla Gazzetta Ufficiale della Repubblica Italiana, n. 271. 
Nel febbraio 2024 il Consiglio universitario nazionale (CUN) ha approvato le declaratorie dei gruppi e dei settori e le ha trasmesse al Ministero dell'Università e della Ricerca per il relativo decreto di promulgazione, mentre entro luglio tutti i ricercatori e professori universitati hanno visto i loro settori concorsuali di riferimento inglobati dai nuovi gruppi scientifico-disciplinari, che racchiudono i settori, tale nuovo nuovo assetto è stato affermato col DM 2 maggio 2024, n. 639.

## Classificazione
I settori scientifico-disciplinari sono 370, raggruppati in 190 settori concorsuali (s.c.), 88 macrosettori concorsuali (m.c.) e 14 aree disciplinari (anche note come "aree CUN"). Ogni docente delle università italiane afferisce a un singolo settore.
| Aree disciplinari                                                       | Macrosettori concorsuali | Settori concorsuali | Settori scientifico-disciplinari | Professori e ricercatori | Note    |
| ----------------------------------------------------------------------- | ------------------------ | ------------------- | -------------------------------- | ------------------------ | ------- |
| 01 – Scienze matematiche e informatiche                                 | 2                        | 7                   | 10                               | 3664                     |         |
| 02 – Scienze fisiche                                                    | 4                        | 6                   | 8                                | 2845                     |         |
| 03 – Scienze chimiche                                                   | 4                        | 8                   | 12                               | 3355                     |         |
| 04 – Scienze della Terra                                                | 1                        | 4                   | 12                               | 1202                     |         |
| 05 – Scienze biologiche                                                 | 9                        | 15                  | 19                               | 5469                     |         |
| 06 – Scienze mediche                                                    | 12                       | 27                  | 52                               | 9802                     | [ A 1 ] |
| 07 – Scienze agrarie e veterinarie                                      | 9                        | 14                  | 30                               | 3475                     |         |
| 08 – Ingegneria civile e Architettura                                   | 6                        | 12                  | 25                               | 4159                     |         |
| 09 – Ingegneria industriale e dell’informazione                         | 8                        | 20                  | 39                               | 7339                     |         |
| 10 – Scienze dell’antichità, filologico-letterarie e storico-artistiche | 12                       | 20                  | 77                               | 5281                     |         |
| 11 – Scienze storiche, filosofiche, pedagogiche e psicologiche          | 5                        | 17                  | 34                               | 5066                     | [ A 1 ] |
| 12 – Scienze giuridiche                                                 | 8                        | 17                  | 21                               | 5048                     |         |
| 13 – Scienze economiche e statistiche                                   | 4                        | 15                  | 19                               | 5842                     |         |
| 14 – Scienze politiche e sociali                                        | 4                        | 8                   | 14                               | 2017                     |         |
| Totale                                                                  | 88                       | 190                 | 370                              | 64564                    |         |
| Dati aggiornati al 25 febbraio 2024.                                    | 1.                       | 1.                  | 1.                               | 1.                       | 1.      |

I 370 s.s.d. costituiscono 28 raggruppamenti disciplinari (r.d.), ciascuno dei quali è in genere contenuto in una sola area, come risulta nella tabella 2. Tre s.s.d. del raggruppamento ING-IND (i numeri 28, 29 e 30) sono collocati nell'area 08; gli altri nell'area 09.
| Raggruppamento disciplinare | Numero dei settori scientifico-disciplinari del raggruppamento | Area disciplinare di riferimento |
| --------------------------- | -------------------------------------------------------------- | -------------------------------- |
| AGR                         | 20                                                             | 07                               |
| BIO                         | 19                                                             | 05                               |
| CHIM                        | 12                                                             | 03                               |
| FIS                         | 8                                                              | 02                               |
| GEO                         | 12                                                             | 04                               |
| ICAR                        | 22                                                             | 08                               |
| INF                         | 1                                                              | 01                               |
| ING-IND                     | 35                                                             | 08, 09                           |
| ING-INF                     | 7                                                              | 09                               |
| IUS                         | 21                                                             | 12                               |
| L-ANT                       | 10                                                             | 10                               |
| L-ART                       | 8                                                              | 10                               |
| L-FIL-LET                   | 15                                                             | 10                               |
| L-LIN                       | 21                                                             | 10                               |
| L-OR                        | 23                                                             | 10                               |
| M-DEA                       | 1                                                              | 11                               |
| M-EDF                       | 2                                                              | 06, 11                           |
| M-FIL                       | 8                                                              | 11                               |
| M-GGR                       | 2                                                              | 11                               |
| M-PED                       | 4                                                              | 11                               |
| M-PSI                       | 8                                                              | 11                               |
| M-STO                       | 9                                                              | 11                               |
| MAT                         | 9                                                              | 01                               |
| MED                         | 50                                                             | 06                               |
| SECS-P                      | 13                                                             | 13                               |
| SECS-S                      | 6                                                              | 13                               |
| SPS                         | 14                                                             | 14                               |
| VET                         | 10                                                             | 07                               |
| Totale                      | 370                                                            |                                  |

Tra le 14 aree, 13 contengono più macrosettori concorsuali (da 2 a 12) e una (04) ne comprende uno solo (04/A – Geoscienze).
Tra gli 88 macrosettori concorsuali, 51 contengono più settori concorsuali (da 2 a 6). Ciascuno degli altri 37 ne contiene uno solo: in questo caso, le rispettive denominazioni coincidono (23) o presentano leggere variazioni (14).
Un macrosettore concorsuale (10/N – Culture dell’Oriente e dell’Africa) contiene 2 s.c. numerati in modo anomalo: 10/N1 (che incorpora i s.c. 10/N1 e 10/N2 previsti in precedenza) e 10/N3.
Tra i 190 settori concorsuali, 99 contengono più settori scientifico-disciplinari (perlopiù da 2 a 5; 7 per il 09/A1; 8 per il 10/A1 e per il 10N/3; 15 per il 10/N1). Ciascuno degli altri 91 ne contiene uno solo: in questo caso, le rispettive denominazioni coincidono (82) o presentano leggere variazioni (9).
In 8 casi la denominazione dell’unico s.s.d. contenuto nell’unico s.c. di un macrosettore concorsuale è identica: 01/B, 05/C, 05/D, 05/F, 07/F, 07/I, 12/A e 12/F. In 2 casi la denominazione varia leggermente sia tra m.c. e s.c. sia tra s.c. e s.s.d.: 05/G e 07/A.
Tra i settori concorsuali, 11 contengono s.s.d. appartenenti a 2 raggruppamenti disciplinari: 08/A2 (ICAR e ING-IND); 09/E4 e 09/G2 (ING-INF e ING-IND) 10/A1 e 10/D4 (L-ANT e L-FIL-LET); 10/D2, 10/E1, 10/G1 e 10/M1 (L-FIL-LET e L-LIN); 11/C2 (M-FIL e M-STO); 11/D2 (M-PED e M-EDF).
Tra i settori scientifico-disciplinari, i 2 del r.d. M-EDF appartengono sia al s.c. 06/N2 sia al s.c. 11/D2 in 2 aree distinte; 3 s.s.d. (FIS/03, FIS/04 e CHIM/12) appartengono ciascuno a 2 diversi s.c. all’interno dello stesso m.c.; 3 s.s.d. (FIS/01, L-FIL-LET/01 e IUS/09) appartengono ciascuno a 2 s.c. distinti all’interno di 2 diversi m.c. nella stessa area.
La tabella 3 offre il quadro completo di riferimento. I quattro allegati del D.M. 855/2015 contengono l'elenco dei macrosettori concorsuali, dei settori concorsuali e dei corrispondenti s.s.d. (all. A Archiviato il 26 novembre 2015 in Internet Archive.), le declaratorie dei settori concorsuali (all. B Archiviato il 21 aprile 2021 in Internet Archive.), le regole di corrispondenza tra i macrosettori concorsuali e i settori concorsuali (all. C) e la denominazione in inglese dei s.s.d. (all. D).
| Area disciplinare                                                       | Macrosettore concorsuale                                                                                      | Settore concorsuale | Settore scientifico-disciplinare                                                                           |   |
| ----------------------------------------------------------------------- | --- | --- | --- | - |
| 01 – SCIENZE MATEMATICHE E INFORMATICHE                                 | 01/A – Matematica                                                                                             | 01/A1 – Logica matematica e matematiche complementari                                                                                        | MAT/01 – Logica matematica                                                                                 |   |
| 01 – SCIENZE MATEMATICHE E INFORMATICHE                                 | 01/A – Matematica                                                                                             | 01/A1 – Logica matematica e matematiche complementari                                                                                        | MAT/04 – Matematiche complementari                                                                         |   |
| 01 – SCIENZE MATEMATICHE E INFORMATICHE                                 | 01/A – Matematica                                                                                             | 01/A2 – Geometria e algebra | MAT/02 – Algebra                                                                                           |   |
| 01 – SCIENZE MATEMATICHE E INFORMATICHE                                 | 01/A – Matematica                                                                                             | 01/A2 – Geometria e algebra | MAT/03 – Geometria                                                                                         |   |
| 01 – SCIENZE MATEMATICHE E INFORMATICHE                                 | 01/A – Matematica                                                                                             | 01/A3 – Analisi matematica, probabilità e statistica matematica                                                                              | MAT/05 – Analisi matematica                                                                                |   |
| 01 – SCIENZE MATEMATICHE E INFORMATICHE                                 | 01/A – Matematica                                                                                             | 01/A3 – Analisi matematica, probabilità e statistica matematica                                                                              | MAT/06 – Probabilità e statistica matematica                                                               |   |
| 01 – SCIENZE MATEMATICHE E INFORMATICHE                                 | 01/A – Matematica                                                                                             | 01/A4 – Fisica matematica | MAT/07 – Fisica matematica                                                                                 |   |
| 01 – SCIENZE MATEMATICHE E INFORMATICHE                                 | 01/A – Matematica                                                                                             | 01/A5 – Analisi numerica | MAT/08 – Analisi numerica                                                                                  |   |
| 01 – SCIENZE MATEMATICHE E INFORMATICHE                                 | 01/A – Matematica                                                                                             | 01/A6 – Ricerca operativa | MAT/09 – Ricerca operativa                                                                                 |   |
| 01 – SCIENZE MATEMATICHE E INFORMATICHE                                 | 01/B – Informatica                                                                                            | 01/B1 – Informatica | INF/01 – Informatica                                                                                       |   |
| 02 – SCIENZE FISICHE                                                    | 02/A – Fisica delle interazioni fondamentali                                                                  | 02/A1 – Fisica sperimentale delle interazioni fondamentali                                                                                   | FIS/01 – Fisica sperimentale                                                                               |   |
| 02 – SCIENZE FISICHE                                                    | 02/A – Fisica delle interazioni fondamentali                                                                  | 02/A1 – Fisica sperimentale delle interazioni fondamentali                                                                                   | FIS/04 – Fisica nucleare e subnucleare                                                                     |   |
| 02 – SCIENZE FISICHE                                                    | 02/A – Fisica delle interazioni fondamentali                                                                  | 02/A2 – Fisica teorica delle interazioni fondamentali                                                                                        | FIS/02 – Fisica teorica, modelli e metodi matematici                                                       |   |
| 02 – SCIENZE FISICHE                                                    | 02/A – Fisica delle interazioni fondamentali                                                                  | 02/A2 – Fisica teorica delle interazioni fondamentali                                                                                        | FIS/04 – Fisica nucleare e subnucleare                                                                     |   |
| 02 – SCIENZE FISICHE                                                    | 02/B – Fisica della materia                                                                                   | 02/B1 – Fisica sperimentale della materia | FIS/01 – Fisica sperimentale                                                                               |   |
| 02 – SCIENZE FISICHE                                                    | 02/B – Fisica della materia                                                                                   | 02/B1 – Fisica sperimentale della materia | FIS/03 – Fisica della materia                                                                              |   |
| 02 – SCIENZE FISICHE                                                    | 02/B – Fisica della materia                                                                                   | 02/B2 – Fisica teorica della materia | FIS/03 – Fisica della materia                                                                              |   |
| 02 – SCIENZE FISICHE                                                    | 02/C – Astronomia, astrofisica, fisica della Terra e dei pianeti                                              | 02/C1 – Astronomia, astrofisica, fisica della Terra e dei pianeti                                                                            | FIS/05 – Astronomia e astrofisica                                                                          |   |
| 02 – SCIENZE FISICHE                                                    | 02/C – Astronomia, astrofisica, fisica della Terra e dei pianeti                                              | 02/C1 – Astronomia, astrofisica, fisica della Terra e dei pianeti                                                                            | FIS/06 – Fisica per il sistema Terra e per il mezzo circumterrestre                                        |   |
| 02 – SCIENZE FISICHE                                                    | 02/D – Fisica applicata, didattica e storia della fisica                                                      | 02/D1 – Fisica applicata, didattica e storia della fisica                                                                                    | FIS/07 – Fisica applicata (a beni culturali, ambientali, biologia e medicina)                              |   |
| 02 – SCIENZE FISICHE                                                    | 02/D – Fisica applicata, didattica e storia della fisica                                                      | 02/D1 – Fisica applicata, didattica e storia della fisica                                                                                    | FIS/08 – Didattica e storia della fisica                                                                   |   |
| 03 – SCIENZE CHIMICHE                                                   | 03/A – Analitico, chimico-fisico                                                                              | 03/A1 – Chimica analitica | CHIM/01 – Chimica analitica                                                                                |   |
| 03 – SCIENZE CHIMICHE                                                   | 03/A – Analitico, chimico-fisico                                                                              | 03/A1 – Chimica analitica | CHIM/12 – Chimica dell'ambiente e dei beni culturali                                                       |   |
| 03 – SCIENZE CHIMICHE                                                   | 03/A – Analitico, chimico-fisico                                                                              | 03/A2 – Modelli e metodologie per le scienze chimiche                                                                                        | CHIM/02 – Chimica fisica                                                                                   |   |
| 03 – SCIENZE CHIMICHE                                                   | 03/A – Analitico, chimico-fisico                                                                              | 03/A2 – Modelli e metodologie per le scienze chimiche                                                                                        | CHIM/12 – Chimica dell'ambiente e dei beni culturali                                                       |   |
| 03 – SCIENZE CHIMICHE                                                   | 03/B – Inorganico, tecnologico                                                                                | 03/B1 – Fondamenti delle scienze chimiche e sistemi inorganici                                                                               | CHIM/03 – Chimica generale ed inorganica                                                                   |   |
| 03 – SCIENZE CHIMICHE                                                   | 03/B – Inorganico, tecnologico                                                                                | 03/B2 – Fondamenti chimici delle tecnologie                                                                                                  | CHIM/07 – Fondamenti chimici delle tecnologie                                                              |   |
| 03 – SCIENZE CHIMICHE                                                   | 03/C – Organico, industriale                                                                                  | 03/C1 – Chimica organica | CHIM/06 – Chimica organica                                                                                 |   |
| 03 – SCIENZE CHIMICHE                                                   | 03/C – Organico, industriale                                                                                  | 03/C2 – Chimica industriale | CHIM/04 – Chimica industriale                                                                              |   |
| 03 – SCIENZE CHIMICHE                                                   | 03/C – Organico, industriale                                                                                  | 03/C2 – Chimica industriale | CHIM/05 – Scienza e tecnologia dei materiali polimerici                                                    |   |
| 03 – SCIENZE CHIMICHE                                                   | 03/D – Farmaceutico, tecnologico, alimentare                                                                  | 03/D1 – Chimica e tecnologie farmaceutiche, tossicologiche e nutraceutico-alimentari                                                         | CHIM/08 – Chimica farmaceutica                                                                             |   |
| 03 – SCIENZE CHIMICHE                                                   | 03/D – Farmaceutico, tecnologico, alimentare                                                                  | 03/D1 – Chimica e tecnologie farmaceutiche, tossicologiche e nutraceutico-alimentari                                                         | CHIM/10 – Chimica degli alimenti                                                                           |   |
| 03 – SCIENZE CHIMICHE                                                   | 03/D – Farmaceutico, tecnologico, alimentare                                                                  | 03/D1 – Chimica e tecnologie farmaceutiche, tossicologiche e nutraceutico-alimentari                                                         | CHIM/11 – Chimica e biotecnologia delle fermentazioni                                                      |   |
| 03 – SCIENZE CHIMICHE                                                   | 03/D – Farmaceutico, tecnologico, alimentare                                                                  | 03/D2 – Tecnologia, socioeconomia e normativa dei medicinali                                                                                 | CHIM/09 – Farmaceutico tecnologico applicativo                                                             |   |
| 04 – SCIENZE DELLA TERRA                                                | 04/A – Geoscienze                                                                                             | 04/A1 – Geochimica, mineralogia, petrologia, vulcanologia, georisorse ed applicazioni                                                        | GEO/06 – Mineralogia                                                                                       |   |
| 04 – SCIENZE DELLA TERRA                                                | 04/A – Geoscienze                                                                                             | 04/A1 – Geochimica, mineralogia, petrologia, vulcanologia, georisorse ed applicazioni                                                        | GEO/07 – Petrologia e petrografia                                                                          |   |
| 04 – SCIENZE DELLA TERRA                                                | 04/A – Geoscienze                                                                                             | 04/A1 – Geochimica, mineralogia, petrologia, vulcanologia, georisorse ed applicazioni                                                        | GEO/08 – Geochimica e vulcanologia                                                                         |   |
| 04 – SCIENZE DELLA TERRA                                                | 04/A – Geoscienze                                                                                             | 04/A1 – Geochimica, mineralogia, petrologia, vulcanologia, georisorse ed applicazioni                                                        | GEO/09 – Georisorse minerarie e applicazioni mineralogico-petrografiche per l'ambiente ed i beni culturali |   |
| 04 – SCIENZE DELLA TERRA                                                | 04/A – Geoscienze                                                                                             | 04/A2 – Geologia strutturale, geologia stratigrafica, sedimentologia e paleontologia                                                         | GEO/01 – Paleontologia e paleoecologia                                                                     |   |
| 04 – SCIENZE DELLA TERRA                                                | 04/A – Geoscienze                                                                                             | 04/A2 – Geologia strutturale, geologia stratigrafica, sedimentologia e paleontologia                                                         | GEO/02 – Geologia stratigrafica e sedimentologica                                                          |   |
| 04 – SCIENZE DELLA TERRA                                                | 04/A – Geoscienze                                                                                             | 04/A2 – Geologia strutturale, geologia stratigrafica, sedimentologia e paleontologia                                                         | GEO/03 – Geologia strutturale                                                                              |   |
| 04 – SCIENZE DELLA TERRA                                                | 04/A – Geoscienze                                                                                             | 04/A3 – Geologia applicata, geografia fisica e geomorfologia                                                                                 | GEO/04 – Geografia fisica e geomorfologia                                                                  |   |
| 04 – SCIENZE DELLA TERRA                                                | 04/A – Geoscienze                                                                                             | 04/A3 – Geologia applicata, geografia fisica e geomorfologia                                                                                 | GEO/05 – Geologia applicata                                                                                |   |
| 04 – SCIENZE DELLA TERRA                                                | 04/A – Geoscienze                                                                                             | 04/A4 – Geofisica | GEO/10 – Geofisica della Terra solida                                                                      |   |
| 04 – SCIENZE DELLA TERRA                                                | 04/A – Geoscienze                                                                                             | 04/A4 – Geofisica | GEO/11 – Geofisica applicata                                                                               |   |
| 04 – SCIENZE DELLA TERRA                                                | 04/A – Geoscienze                                                                                             | 04/A4 – Geofisica | GEO/12 – Oceanografia e fisica dell'atmosfera                                                              |   |
| 05 – SCIENZE BIOLOGICHE                                                 | 05/A – Biologia vegetale                                                                                      | 05/A1 – Botanica | BIO/01 – Botanica generale                                                                                 |   |
| 05 – SCIENZE BIOLOGICHE                                                 | 05/A – Biologia vegetale                                                                                      | 05/A1 – Botanica | BIO/02 – Botanica sistematica                                                                              |   |
| 05 – SCIENZE BIOLOGICHE                                                 | 05/A – Biologia vegetale                                                                                      | 05/A1 – Botanica | BIO/03 – Botanica ambientale e applicata                                                                   |   |
| 05 – SCIENZE BIOLOGICHE                                                 | 05/A – Biologia vegetale                                                                                      | 05/A1 – Botanica | BIO/15 – Biologia farmaceutica                                                                             |   |
| 05 – SCIENZE BIOLOGICHE                                                 | 05/A – Biologia vegetale                                                                                      | 05/A2 – Fisiologia vegetale | BIO/04 – Fisiologia vegetale                                                                               |   |
| 05 – SCIENZE BIOLOGICHE                                                 | 05/B – Biologia animale e antropologia                                                                        | 05/B1 – Zoologia e antropologia | BIO/05 – Zoologia                                                                                          |   |
| 05 – SCIENZE BIOLOGICHE                                                 | 05/B – Biologia animale e antropologia                                                                        | 05/B1 – Zoologia e antropologia | BIO/08 – Antropologia                                                                                      |   |
| 05 – SCIENZE BIOLOGICHE                                                 | 05/B – Biologia animale e antropologia                                                                        | 05/B2 – Anatomia comparata e citologia | BIO/06 – Anatomia comparata e citologia                                                                    |   |
| 05 – SCIENZE BIOLOGICHE                                                 | 05/C – Ecologia                                                                                               | 05/C1 – Ecologia | BIO/07 – Ecologia                                                                                          |   |
| 05 – SCIENZE BIOLOGICHE                                                 | 05/D – Fisiologia                                                                                             | 05/D1 – Fisiologia | BIO/09 – Fisiologia                                                                                        |   |
| 05 – SCIENZE BIOLOGICHE                                                 | 05/E – Biochimica e biologia molecolare sperimentali e cliniche                                               | 05/E1 – Biochimica generale | BIO/10 – Biochimica                                                                                        |   |
| 05 – SCIENZE BIOLOGICHE                                                 | 05/E – Biochimica e biologia molecolare sperimentali e cliniche                                               | 05/E2 – Biologia molecolare | BIO/11 – Biologia molecolare                                                                               |   |
| 05 – SCIENZE BIOLOGICHE                                                 | 05/E – Biochimica e biologia molecolare sperimentali e cliniche                                               | 05/E3 – Biochimica clinica e biologia molecolare clinica                                                                                     | BIO/12 – Biochimica clinica e biologia molecolare clinica                                                  |   |
| 05 – SCIENZE BIOLOGICHE                                                 | 05/F – Biologia applicata                                                                                     | 05/F1 – Biologia applicata | BIO/13 – Biologia applicata                                                                                |   |
| 05 – SCIENZE BIOLOGICHE                                                 | 05/G – Scienze farmacologiche sperimentali e cliniche                                                         | 05/G1 – Farmacologia, farmacologia clinica e farmacognosia                                                                                   | BIO/14 – Farmacologia                                                                                      |   |
| 05 – SCIENZE BIOLOGICHE                                                 | 05/H – Anatomia umana e istologia                                                                             | 05/H1 – Anatomia umana | BIO/16 – Anatomia umana                                                                                    |   |
| 05 – SCIENZE BIOLOGICHE                                                 | 05/H – Anatomia umana e istologia                                                                             | 05/H2 – Istologia | BIO/17 – Istologia                                                                                         |   |
| 05 – SCIENZE BIOLOGICHE                                                 | 05/I – Genetica e microbiologia                                                                               | 05/I1 – Genetica | BIO/18 – Genetica                                                                                          |   |
| 05 – SCIENZE BIOLOGICHE                                                 | 05/I – Genetica e microbiologia                                                                               | 05/I2 – Microbiologia | BIO/19 – Microbiologia                                                                                     |   |
| 06 – SCIENZE MEDICHE                                                    | 06/A – Patologia e diagnostica di laboratorio                                                                 | 06/A1 – Genetica medica | MED/03 – Genetica medica                                                                                   |   |
| 06 – SCIENZE MEDICHE                                                    | 06/A – Patologia e diagnostica di laboratorio                                                                 | 06/A2 – Patologia generale e patologia clinica                                                                                               | MED/04 – Patologia generale                                                                                |   |
| 06 – SCIENZE MEDICHE                                                    | 06/A – Patologia e diagnostica di laboratorio                                                                 | 06/A2 – Patologia generale e patologia clinica                                                                                               | MED/05 – Patologia clinica                                                                                 |   |
| 06 – SCIENZE MEDICHE                                                    | 06/A – Patologia e diagnostica di laboratorio                                                                 | 06/A2 – Patologia generale e patologia clinica                                                                                               | MED/02 – Storia della medicina                                                                             |   |
| 06 – SCIENZE MEDICHE                                                    | 06/A – Patologia e diagnostica di laboratorio                                                                 | 06/A3 – Microbiologia e microbiologia clinica                                                                                                | MED/07 – Microbiologia e microbiologia clinica                                                             |   |
| 06 – SCIENZE MEDICHE                                                    | 06/A – Patologia e diagnostica di laboratorio                                                                 | 06/A4 – Anatomia patologica | MED/08 – Anatomia patologica                                                                               |   |
| 06 – SCIENZE MEDICHE                                                    | 06/B – Clinica medica generale                                                                                | 06/B1 – Medicina interna | MED/09 – Medicina interna                                                                                  |   |
| 06 – SCIENZE MEDICHE                                                    | 06/C – Clinica chirurgica generale                                                                            | 06/C1 – Chirurgia generale | MED/18 – Chirurgia generale                                                                                |   |
| 06 – SCIENZE MEDICHE                                                    | 06/D – Clinica medica specialistica                                                                           | 06/D1 – Malattie dell'apparato cardiovascolare e malattie dell'apparato respiratorio                                                         | MED/10 – Malattie dell'apparato respiratorio                                                               |   |
| 06 – SCIENZE MEDICHE                                                    | 06/D – Clinica medica specialistica                                                                           | 06/D1 – Malattie dell'apparato cardiovascolare e malattie dell'apparato respiratorio                                                         | MED/11 – Malattie dell'apparato cardiovascolare                                                            |   |
| 06 – SCIENZE MEDICHE                                                    | 06/D – Clinica medica specialistica                                                                           | 06/D2 – Endocrinologia, nefrologia e scienze della alimentazione e del benessere                                                             | MED/13 – Endocrinologia                                                                                    |   |
| 06 – SCIENZE MEDICHE                                                    | 06/D – Clinica medica specialistica                                                                           | 06/D2 – Endocrinologia, nefrologia e scienze della alimentazione e del benessere                                                             | MED/49 – Scienze tecniche dietetiche applicate                                                             |   |
| 06 – SCIENZE MEDICHE                                                    | 06/D – Clinica medica specialistica                                                                           | 06/D2 – Endocrinologia, nefrologia e scienze della alimentazione e del benessere                                                             | MED/14 – Nefrologia                                                                                        |   |
| 06 – SCIENZE MEDICHE                                                    | 06/D – Clinica medica specialistica                                                                           | 06/D3 – Malattie del sangue, oncologia e reumatologia                                                                                        | MED/15 – Malattie del sangue                                                                               |   |
| 06 – SCIENZE MEDICHE                                                    | 06/D – Clinica medica specialistica                                                                           | 06/D3 – Malattie del sangue, oncologia e reumatologia                                                                                        | MED/16 – Reumatologia                                                                                      |   |
| 06 – SCIENZE MEDICHE                                                    | 06/D – Clinica medica specialistica                                                                           | 06/D3 – Malattie del sangue, oncologia e reumatologia                                                                                        | MED/06 – Oncologia medica                                                                                  |   |
| 06 – SCIENZE MEDICHE                                                    | 06/D – Clinica medica specialistica                                                                           | 06/D4 – Malattie cutanee, malattie infettive e malattie dell'apparato digerente                                                              | MED/12 – Gastroenterologia                                                                                 |   |
| 06 – SCIENZE MEDICHE                                                    | 06/D – Clinica medica specialistica                                                                           | 06/D4 – Malattie cutanee, malattie infettive e malattie dell'apparato digerente                                                              | MED/17 – Malattie infettive                                                                                |   |
| 06 – SCIENZE MEDICHE                                                    | 06/D – Clinica medica specialistica                                                                           | 06/D4 – Malattie cutanee, malattie infettive e malattie dell'apparato digerente                                                              | MED/35 – Malattie cutanee e veneree                                                                        |   |
| 06 – SCIENZE MEDICHE                                                    | 06/D – Clinica medica specialistica                                                                           | 06/D5 – Psichiatria | MED/25 – Psichiatria                                                                                       |   |
| 06 – SCIENZE MEDICHE                                                    | 06/D – Clinica medica specialistica                                                                           | 06/D6 – Neurologia | MED/26 – Neurologia                                                                                        |   |
| 06 – SCIENZE MEDICHE                                                    | 06/E – Clinica chirurgica specialistica                                                                       | 06/E1 – Chirurgia cardio-toraco-vascolare | MED/22 – Chirurgia vascolare                                                                               |   |
| 06 – SCIENZE MEDICHE                                                    | 06/E – Clinica chirurgica specialistica                                                                       | 06/E1 – Chirurgia cardio-toraco-vascolare | MED/23 – Chirurgia cardiaca                                                                                |   |
| 06 – SCIENZE MEDICHE                                                    | 06/E – Clinica chirurgica specialistica                                                                       | 06/E1 – Chirurgia cardio-toraco-vascolare | MED/21 – Chirurgia toracica                                                                                |   |
| 06 – SCIENZE MEDICHE                                                    | 06/E – Clinica chirurgica specialistica                                                                       | 06/E2 – Chirurgia plastica-ricostruttiva, chirurgia pediatrica e urologia                                                                    | MED/19 – Chirurgia plastica                                                                                |   |
| 06 – SCIENZE MEDICHE                                                    | 06/E – Clinica chirurgica specialistica                                                                       | 06/E2 – Chirurgia plastica-ricostruttiva, chirurgia pediatrica e urologia                                                                    | MED/20 – Chirurgia pediatrica e infantile                                                                  |   |
| 06 – SCIENZE MEDICHE                                                    | 06/E – Clinica chirurgica specialistica                                                                       | 06/E2 – Chirurgia plastica-ricostruttiva, chirurgia pediatrica e urologia                                                                    | MED/24 – Urologia                                                                                          |   |
| 06 – SCIENZE MEDICHE                                                    | 06/E – Clinica chirurgica specialistica                                                                       | 06/E3 – Neurochirurgia e chirurgia maxillo facciale                                                                                          | MED/27 – Neurochirurgia                                                                                    |   |
| 06 – SCIENZE MEDICHE                                                    | 06/E – Clinica chirurgica specialistica                                                                       | 06/E3 – Neurochirurgia e chirurgia maxillo facciale                                                                                          | MED/29 – Chirurgia maxillofacciale                                                                         |   |
| 06 – SCIENZE MEDICHE                                                    | 06/F – Clinica chirurgica integrata                                                                           | 06/F1 – Malattie odontostomatologiche | MED/28 – Malattie odontostomatologiche                                                                     |   |
| 06 – SCIENZE MEDICHE                                                    | 06/F – Clinica chirurgica integrata                                                                           | 06/F2 – Malattie apparato visivo | MED/30 – Malattie apparato visivo                                                                          |   |
| 06 – SCIENZE MEDICHE                                                    | 06/F – Clinica chirurgica integrata                                                                           | 06/F3 – Otorinolaringoiatria e audiologia | MED/31 – Otorinolaringoiatria                                                                              |   |
| 06 – SCIENZE MEDICHE                                                    | 06/F – Clinica chirurgica integrata                                                                           | 06/F3 – Otorinolaringoiatria e audiologia | MED/32 – Audiologia                                                                                        |   |
| 06 – SCIENZE MEDICHE                                                    | 06/F – Clinica chirurgica integrata                                                                           | 06/F4 – Malattie apparato locomotore e medicina fisica e riabilitativa                                                                       | MED/33 – Malattie apparato locomotore                                                                      |   |
| 06 – SCIENZE MEDICHE                                                    | 06/F – Clinica chirurgica integrata                                                                           | 06/F4 – Malattie apparato locomotore e medicina fisica e riabilitativa                                                                       | MED/34 – Medicina fisica e riabilitativa                                                                   |   |
| 06 – SCIENZE MEDICHE                                                    | 06/G – Clinica pediatrica                                                                                     | 06/G1 – Pediatria generale, specialistica e neuropsichiatria infantile                                                                       | MED/38 – Pediatria generale e specialistica                                                                |   |
| 06 – SCIENZE MEDICHE                                                    | 06/G – Clinica pediatrica                                                                                     | 06/G1 – Pediatria generale, specialistica e neuropsichiatria infantile                                                                       | MED/39 – Neuropsichiatria infantile                                                                        |   |
| 06 – SCIENZE MEDICHE                                                    | 06/H – Clinica ginecologica                                                                                   | 06/H1 – Ginecologia e ostetricia | MED/40 – Ginecologia e ostetricia                                                                          |   |
| 06 – SCIENZE MEDICHE                                                    | 06/I – Clinica radiologica                                                                                    | 06/I1 – Diagnostica per immagini, radioterapia e neuroradiologia                                                                             | MED/36 – Diagnostica per immagini e radioterapia                                                           |   |
| 06 – SCIENZE MEDICHE                                                    | 06/I – Clinica radiologica                                                                                    | 06/I1 – Diagnostica per immagini, radioterapia e neuroradiologia                                                                             | MED/37 – Neuroradiologia                                                                                   |   |
| 06 – SCIENZE MEDICHE                                                    | 06/L – Clinica anestesiologica                                                                                | 06/L1 – Anestesiologia | MED/41 – Anestesiologia                                                                                    |   |
| 06 – SCIENZE MEDICHE                                                    | 06/M – Sanità pubblica                                                                                        | 06/M1 – Igiene generale e applicata, scienze infermieristiche e statistica medica                                                            | MED/42 – Igiene generale e applicata                                                                       |   |
| 06 – SCIENZE MEDICHE                                                    | 06/M – Sanità pubblica                                                                                        | 06/M1 – Igiene generale e applicata, scienze infermieristiche e statistica medica                                                            | MED/01 – Statistica medica                                                                                 |   |
| 06 – SCIENZE MEDICHE                                                    | 06/M – Sanità pubblica                                                                                        | 06/M1 – Igiene generale e applicata, scienze infermieristiche e statistica medica                                                            | MED/45 – Scienze infermieristiche generali, cliniche e pediatriche                                         |   |
| 06 – SCIENZE MEDICHE                                                    | 06/M – Sanità pubblica                                                                                        | 06/M2 – Medicina legale e del lavoro | MED/43 – Medicina legale                                                                                   |   |
| 06 – SCIENZE MEDICHE                                                    | 06/M – Sanità pubblica                                                                                        | 06/M2 – Medicina legale e del lavoro | MED/44 – Medicina del lavoro                                                                               |   |
| 06 – SCIENZE MEDICHE                                                    | 06/N – Professioni sanitarie, tecnologie mediche applicate, dell'esercizio fisico e dello sport               | 06/N1 – Scienze delle professioni sanitarie e delle tecnologie mediche applicate                                                             | MED/46 – Scienze tecniche di medicina di laboratorio                                                       |   |
| 06 – SCIENZE MEDICHE                                                    | 06/N – Professioni sanitarie, tecnologie mediche applicate, dell'esercizio fisico e dello sport               | 06/N1 – Scienze delle professioni sanitarie e delle tecnologie mediche applicate                                                             | MED/47 – Scienze infermieristiche ostetrico-ginecologiche                                                  |   |
| 06 – SCIENZE MEDICHE                                                    | 06/N – Professioni sanitarie, tecnologie mediche applicate, dell'esercizio fisico e dello sport               | 06/N1 – Scienze delle professioni sanitarie e delle tecnologie mediche applicate                                                             | MED/48 – Scienze infermieristiche e tecniche neuro-psichiatriche e riabilitative                           |   |
| 06 – SCIENZE MEDICHE                                                    | 06/N – Professioni sanitarie, tecnologie mediche applicate, dell'esercizio fisico e dello sport               | 06/N1 – Scienze delle professioni sanitarie e delle tecnologie mediche applicate                                                             | MED/50 – Scienze tecniche mediche applicate                                                                |   |
| 06 – SCIENZE MEDICHE                                                    | 06/N – Professioni sanitarie, tecnologie mediche applicate, dell'esercizio fisico e dello sport               | 06/N2 – Scienze dell'esercizio fisico e dello sport                                                                                          | M-EDF/01 – Metodi e didattiche delle attività motorie                                                      |   |
| 06 – SCIENZE MEDICHE                                                    | 06/N – Professioni sanitarie, tecnologie mediche applicate, dell'esercizio fisico e dello sport               | 06/N2 – Scienze dell'esercizio fisico e dello sport                                                                                          | M-EDF/02 – Metodi e didattiche delle attività sportive                                                     |   |
| 07 – SCIENZE AGRARIE E VETERINARIE                                      | 07/A – Economia agraria e estimo                                                                              | 07/A1 – Economia agraria ed estimo | AGR/01 – Economia ed estimo rurale                                                                         |   |
| 07 – SCIENZE AGRARIE E VETERINARIE                                      | 07/B – Sistemi colturali agrari e forestali                                                                   | 07/B1 – Agronomia e sistemi colturali erbacei ed ortofloricoli                                                                               | AGR/02 – Agronomia e coltivazioni erbacee                                                                  |   |
| 07 – SCIENZE AGRARIE E VETERINARIE                                      | 07/B – Sistemi colturali agrari e forestali                                                                   | 07/B1 – Agronomia e sistemi colturali erbacei ed ortofloricoli                                                                               | AGR/04 – Orticoltura e floricoltura                                                                        |   |
| 07 – SCIENZE AGRARIE E VETERINARIE                                      | 07/B – Sistemi colturali agrari e forestali                                                                   | 07/B2 – Scienze e tecnologie dei sistemi arborei e forestali                                                                                 | AGR/03 – Arboricoltura generale e coltivazioni arboree                                                     |   |
| 07 – SCIENZE AGRARIE E VETERINARIE                                      | 07/B – Sistemi colturali agrari e forestali                                                                   | 07/B2 – Scienze e tecnologie dei sistemi arborei e forestali                                                                                 | AGR/05 – Assestamento forestale e selvicoltura                                                             |   |
| 07 – SCIENZE AGRARIE E VETERINARIE                                      | 07/B – Sistemi colturali agrari e forestali                                                                   | 07/B2 – Scienze e tecnologie dei sistemi arborei e forestali                                                                                 | AGR/06 – Tecnologia del legno e utilizzazioni forestali                                                    |   |
| 07 – SCIENZE AGRARIE E VETERINARIE                                      | 07/C – Ingegneria agraria, forestale e dei biosistemi                                                         | 07/C1 – Ingegneria agraria, forestale e dei biosistemi                                                                                       | AGR/08 – Idraulica agraria e sistemazioni idraulico-forestali                                              |   |
| 07 – SCIENZE AGRARIE E VETERINARIE                                      | 07/C – Ingegneria agraria, forestale e dei biosistemi                                                         | 07/C1 – Ingegneria agraria, forestale e dei biosistemi                                                                                       | AGR/09 – Meccanica agraria                                                                                 |   |
| 07 – SCIENZE AGRARIE E VETERINARIE                                      | 07/C – Ingegneria agraria, forestale e dei biosistemi                                                         | 07/C1 – Ingegneria agraria, forestale e dei biosistemi                                                                                       | AGR/10 – Costruzioni rurali e territorio agroforestale                                                     |   |
| 07 – SCIENZE AGRARIE E VETERINARIE                                      | 07/D – Patologia vegetale e entomologia                                                                       | 07/D1 – Patologia vegetale e entomologia | AGR/11 – Entomologia generale e applicata                                                                  |   |
| 07 – SCIENZE AGRARIE E VETERINARIE                                      | 07/D – Patologia vegetale e entomologia                                                                       | 07/D1 – Patologia vegetale e entomologia | AGR/12 – Patologia vegetale                                                                                |   |
| 07 – SCIENZE AGRARIE E VETERINARIE                                      | 07/E – Chimica agraria, genetica agraria e pedologia                                                          | 07/E1 – Chimica agraria, genetica agraria e pedologia                                                                                        | AGR/07 – Genetica agraria                                                                                  |   |
| 07 – SCIENZE AGRARIE E VETERINARIE                                      | 07/E – Chimica agraria, genetica agraria e pedologia                                                          | 07/E1 – Chimica agraria, genetica agraria e pedologia                                                                                        | AGR/13 – Chimica agraria                                                                                   |   |
| 07 – SCIENZE AGRARIE E VETERINARIE                                      | 07/E – Chimica agraria, genetica agraria e pedologia                                                          | 07/E1 – Chimica agraria, genetica agraria e pedologia                                                                                        | AGR/14 – Pedologia                                                                                         |   |
| 07 – SCIENZE AGRARIE E VETERINARIE                                      | 07/F – Scienze e tecnologie alimentari                                                                        | 07/F1 – Scienze e tecnologie alimentari | AGR/15 – Scienze e tecnologie alimentari                                                                   |   |
| 07 – SCIENZE AGRARIE E VETERINARIE                                      | 07/G – Scienze e tecnologie animali                                                                           | 07/G1 – Scienze e tecnologie animali | AGR/17 – Zootecnia generale e miglioramento genetico                                                       |   |
| 07 – SCIENZE AGRARIE E VETERINARIE                                      | 07/G – Scienze e tecnologie animali                                                                           | 07/G1 – Scienze e tecnologie animali | AGR/18 – Nutrizione e alimentazione animale                                                                |   |
| 07 – SCIENZE AGRARIE E VETERINARIE                                      | 07/G – Scienze e tecnologie animali                                                                           | 07/G1 – Scienze e tecnologie animali | AGR/19 – Zootecnia speciale                                                                                |   |
| 07 – SCIENZE AGRARIE E VETERINARIE                                      | 07/G – Scienze e tecnologie animali                                                                           | 07/G1 – Scienze e tecnologie animali | AGR/20 – Zoocolture                                                                                        |   |
| 07 – SCIENZE AGRARIE E VETERINARIE                                      | 07/H – Medicina veterinaria                                                                                   | 07/H1 – Anatomia e fisiologia veterinaria | VET/01 – Anatomia degli animali domestici                                                                  |   |
| 07 – SCIENZE AGRARIE E VETERINARIE                                      | 07/H – Medicina veterinaria                                                                                   | 07/H1 – Anatomia e fisiologia veterinaria | VET/02 – Fisiologia veterinaria                                                                            |   |
| 07 – SCIENZE AGRARIE E VETERINARIE                                      | 07/H – Medicina veterinaria                                                                                   | 07/H2 – Patologia veterinaria e ispezione degli alimenti di origine animale                                                                  | VET/03 – Patologia generale e anatomia patologica veterinaria                                              |   |
| 07 – SCIENZE AGRARIE E VETERINARIE                                      | 07/H – Medicina veterinaria                                                                                   | 07/H2 – Patologia veterinaria e ispezione degli alimenti di origine animale                                                                  | VET/04 – Ispezione degli alimenti di origine animale                                                       |   |
| 07 – SCIENZE AGRARIE E VETERINARIE                                      | 07/H – Medicina veterinaria                                                                                   | 07/H3 – Malattie infettive e parassitarie degli animali                                                                                      | VET/05 – Malattie infettive degli animali domestici                                                        |   |
| 07 – SCIENZE AGRARIE E VETERINARIE                                      | 07/H – Medicina veterinaria                                                                                   | 07/H3 – Malattie infettive e parassitarie degli animali                                                                                      | VET/06 – Parassitologia e malattie parassitarie degli animali                                              |   |
| 07 – SCIENZE AGRARIE E VETERINARIE                                      | 07/H – Medicina veterinaria                                                                                   | 07/H4 – Clinica medica e farmacologia veterinaria                                                                                            | VET/07 – Farmacologia e tossicologia veterinaria                                                           |   |
| 07 – SCIENZE AGRARIE E VETERINARIE                                      | 07/H – Medicina veterinaria                                                                                   | 07/H4 – Clinica medica e farmacologia veterinaria                                                                                            | VET/08 – Clinica medica veterinaria                                                                        |   |
| 07 – SCIENZE AGRARIE E VETERINARIE                                      | 07/H – Medicina veterinaria                                                                                   | 07/H5 – Cliniche chirurgica e ostetrica veterinaria                                                                                          | VET/09 – Clinica chirurgica veterinaria                                                                    |   |
| 07 – SCIENZE AGRARIE E VETERINARIE                                      | 07/H – Medicina veterinaria                                                                                   | 07/H5 – Cliniche chirurgica e ostetrica veterinaria                                                                                          | VET/10 – Clinica ostetrica e ginecologia veterinaria                                                       |   |
| 07 – SCIENZE AGRARIE E VETERINARIE                                      | 07/I – Microbiologia agraria                                                                                  | 07/I1 – Microbiologia agraria | AGR/16 – Microbiologia agraria                                                                             |   |
| 08 – INGEGNERIA CIVILE E ARCHITETTURA                                   | 08/A – Ingegneria delle infrastrutture e del territorio                                                       | 08/A1 – Idraulica, idrologia, costruzioni idrauliche e marittime                                                                             | ICAR/01 – Idraulica                                                                                        |   |
| 08 – INGEGNERIA CIVILE E ARCHITETTURA                                   | 08/A – Ingegneria delle infrastrutture e del territorio                                                       | 08/A1 – Idraulica, idrologia, costruzioni idrauliche e marittime                                                                             | ICAR/02 – Costruzioni idrauliche e marittime e idrologia                                                   |   |
| 08 – INGEGNERIA CIVILE E ARCHITETTURA                                   | 08/A – Ingegneria delle infrastrutture e del territorio                                                       | 08/A2 – Ingegneria sanitaria-ambientale, ingegneria degli idrocarburi e fluidi nel sottosuolo, della sicurezza e protezione in ambito civile | ICAR/03 – Ingegneria sanitaria-ambientale                                                                  |   |
| 08 – INGEGNERIA CIVILE E ARCHITETTURA                                   | 08/A – Ingegneria delle infrastrutture e del territorio                                                       | 08/A2 – Ingegneria sanitaria-ambientale, ingegneria degli idrocarburi e fluidi nel sottosuolo, della sicurezza e protezione in ambito civile | ING-IND/28 – Ingegneria e sicurezza degli scavi                                                            |   |
| 08 – INGEGNERIA CIVILE E ARCHITETTURA                                   | 08/A – Ingegneria delle infrastrutture e del territorio                                                       | 08/A2 – Ingegneria sanitaria-ambientale, ingegneria degli idrocarburi e fluidi nel sottosuolo, della sicurezza e protezione in ambito civile | ING-IND/29 – Ingegneria delle materie prime                                                                |   |
| 08 – INGEGNERIA CIVILE E ARCHITETTURA                                   | 08/A – Ingegneria delle infrastrutture e del territorio                                                       | 08/A2 – Ingegneria sanitaria-ambientale, ingegneria degli idrocarburi e fluidi nel sottosuolo, della sicurezza e protezione in ambito civile | ING-IND/30 – Idrocarburi e fluidi del sottosuolo                                                           |   |
| 08 – INGEGNERIA CIVILE E ARCHITETTURA                                   | 08/A – Ingegneria delle infrastrutture e del territorio                                                       | 08/A3 – Infrastrutture e sistemi di trasporto, estimo e valutazione                                                                          | ICAR/04 – Strade, ferrovie ed aeroporti                                                                    |   |
| 08 – INGEGNERIA CIVILE E ARCHITETTURA                                   | 08/A – Ingegneria delle infrastrutture e del territorio                                                       | 08/A3 – Infrastrutture e sistemi di trasporto, estimo e valutazione                                                                          | ICAR/05 – Trasporti                                                                                        |   |
| 08 – INGEGNERIA CIVILE E ARCHITETTURA                                   | 08/A – Ingegneria delle infrastrutture e del territorio                                                       | 08/A3 – Infrastrutture e sistemi di trasporto, estimo e valutazione                                                                          | ICAR/22 – Estimo                                                                                           |   |
| 08 – INGEGNERIA CIVILE E ARCHITETTURA                                   | 08/A – Ingegneria delle infrastrutture e del territorio                                                       | 08/A4 – Geomatica | ICAR/06 – Topografia e cartografia                                                                         |   |
| 08 – INGEGNERIA CIVILE E ARCHITETTURA                                   | 08/B – Ingegneria strutturale e geotecnica                                                                    | 08/B1 – Geotecnica | ICAR/07 – Geotecnica                                                                                       |   |
| 08 – INGEGNERIA CIVILE E ARCHITETTURA                                   | 08/B – Ingegneria strutturale e geotecnica                                                                    | 08/B2 – Scienza delle costruzioni | ICAR/08 – Scienza delle costruzioni                                                                        |   |
| 08 – INGEGNERIA CIVILE E ARCHITETTURA                                   | 08/B – Ingegneria strutturale e geotecnica                                                                    | 08/B3 – Tecnica delle costruzioni | ICAR/09 – Tecnica delle costruzioni                                                                        |   |
| 08 – INGEGNERIA CIVILE E ARCHITETTURA                                   | 08/C – Design e progettazione tecnologica dell'architettura                                                   | 08/C1 – Design e progettazione tecnologica dell'architettura                                                                                 | ICAR/10 – Architettura tecnica                                                                             |   |
| 08 – INGEGNERIA CIVILE E ARCHITETTURA                                   | 08/C – Design e progettazione tecnologica dell'architettura                                                   | 08/C1 – Design e progettazione tecnologica dell'architettura                                                                                 | ICAR/11 – Produzione edilizia                                                                              |   |
| 08 – INGEGNERIA CIVILE E ARCHITETTURA                                   | 08/C – Design e progettazione tecnologica dell'architettura                                                   | 08/C1 – Design e progettazione tecnologica dell'architettura                                                                                 | ICAR/12 – Tecnologia dell'architettura                                                                     |   |
| 08 – INGEGNERIA CIVILE E ARCHITETTURA                                   | 08/C – Design e progettazione tecnologica dell'architettura                                                   | 08/C1 – Design e progettazione tecnologica dell'architettura                                                                                 | ICAR/13 – Disegno industriale                                                                              |   |
| 08 – INGEGNERIA CIVILE E ARCHITETTURA                                   | 08/D – Progettazione architettonica                                                                           | 08/D1 – Progettazione architettonica | ICAR/14 – Composizione architettonica e urbana                                                             |   |
| 08 – INGEGNERIA CIVILE E ARCHITETTURA                                   | 08/D – Progettazione architettonica                                                                           | 08/D1 – Progettazione architettonica | ICAR/15 – Architettura del paesaggio                                                                       |   |
| 08 – INGEGNERIA CIVILE E ARCHITETTURA                                   | 08/D – Progettazione architettonica                                                                           | 08/D1 – Progettazione architettonica | ICAR/16 – Architettura degli interni e allestimento                                                        |   |
| 08 – INGEGNERIA CIVILE E ARCHITETTURA                                   | 08/E – Disegno, restauro e storia dell'architettura                                                           | 08/E1 – Disegno | ICAR/17 – Disegno                                                                                          |   |
| 08 – INGEGNERIA CIVILE E ARCHITETTURA                                   | 08/E – Disegno, restauro e storia dell'architettura                                                           | 08/E2 – Restauro e storia dell'architettura                                                                                                  | ICAR/18 – Storia dell'architettura                                                                         |   |
| 08 – INGEGNERIA CIVILE E ARCHITETTURA                                   | 08/E – Disegno, restauro e storia dell'architettura                                                           | 08/E2 – Restauro e storia dell'architettura                                                                                                  | ICAR/19 – Restauro                                                                                         |   |
| 08 – INGEGNERIA CIVILE E ARCHITETTURA                                   | 08/F – Pianificazione e progettazione urbanistica e territoriale                                              | 08/F1 – Pianificazione e progettazione urbanistica e territoriale                                                                            | ICAR/20 – Tecnica e pianificazione urbanistica                                                             |   |
| 08 – INGEGNERIA CIVILE E ARCHITETTURA                                   | 08/F – Pianificazione e progettazione urbanistica e territoriale                                              | 08/F1 – Pianificazione e progettazione urbanistica e territoriale                                                                            | ICAR/21 – Urbanistica                                                                                      |   |
| 09 – INGEGNERIA INDUSTRIALE E DELL'INFORMAZIONE                         | 09/A – Ingegneria meccanica, aerospaziale e navale                                                            | 09/A1 – Ingegneria aeronautica, aerospaziale e navale                                                                                        | ING-IND/01 – Architettura navale                                                                           |   |
| 09 – INGEGNERIA INDUSTRIALE E DELL'INFORMAZIONE                         | 09/A – Ingegneria meccanica, aerospaziale e navale                                                            | 09/A1 – Ingegneria aeronautica, aerospaziale e navale                                                                                        | ING-IND/02 – Costruzioni e impianti navali e marini                                                        |   |
| 09 – INGEGNERIA INDUSTRIALE E DELL'INFORMAZIONE                         | 09/A – Ingegneria meccanica, aerospaziale e navale                                                            | 09/A1 – Ingegneria aeronautica, aerospaziale e navale                                                                                        | ING-IND/03 – Meccanica del volo                                                                            |   |
| 09 – INGEGNERIA INDUSTRIALE E DELL'INFORMAZIONE                         | 09/A – Ingegneria meccanica, aerospaziale e navale                                                            | 09/A1 – Ingegneria aeronautica, aerospaziale e navale                                                                                        | ING-IND/04 – Costruzioni e strutture aerospaziali                                                          |   |
| 09 – INGEGNERIA INDUSTRIALE E DELL'INFORMAZIONE                         | 09/A – Ingegneria meccanica, aerospaziale e navale                                                            | 09/A1 – Ingegneria aeronautica, aerospaziale e navale                                                                                        | ING-IND/05 – Impianti e sistemi aerospaziali                                                               |   |
| 09 – INGEGNERIA INDUSTRIALE E DELL'INFORMAZIONE                         | 09/A – Ingegneria meccanica, aerospaziale e navale                                                            | 09/A1 – Ingegneria aeronautica, aerospaziale e navale                                                                                        | ING-IND/06 – Fluidodinamica                                                                                |   |
| 09 – INGEGNERIA INDUSTRIALE E DELL'INFORMAZIONE                         | 09/A – Ingegneria meccanica, aerospaziale e navale                                                            | 09/A1 – Ingegneria aeronautica, aerospaziale e navale                                                                                        | ING-IND/07 – Propulsione aerospaziale                                                                      |   |
| 09 – INGEGNERIA INDUSTRIALE E DELL'INFORMAZIONE                         | 09/A – Ingegneria meccanica, aerospaziale e navale                                                            | 09/A2 – Meccanica applicata alle macchine | ING-IND/13 – Meccanica applicata alle macchine                                                             |   |
| 09 – INGEGNERIA INDUSTRIALE E DELL'INFORMAZIONE                         | 09/A – Ingegneria meccanica, aerospaziale e navale                                                            | 09/A3 – Progettazione industriale, costruzioni meccaniche e metallurgia                                                                      | ING-IND/14 – Progettazione meccanica e costruzione di macchine                                             |   |
| 09 – INGEGNERIA INDUSTRIALE E DELL'INFORMAZIONE                         | 09/A – Ingegneria meccanica, aerospaziale e navale                                                            | 09/A3 – Progettazione industriale, costruzioni meccaniche e metallurgia                                                                      | ING-IND/15 – Disegno e metodi dell'ingegneria industriale                                                  |   |
| 09 – INGEGNERIA INDUSTRIALE E DELL'INFORMAZIONE                         | 09/A – Ingegneria meccanica, aerospaziale e navale                                                            | 09/A3 – Progettazione industriale, costruzioni meccaniche e metallurgia                                                                      | ING-IND/21 – Metallurgia                                                                                   |   |
| 09 – INGEGNERIA INDUSTRIALE E DELL'INFORMAZIONE                         | 09/B – Ingegneria manifatturiera, impiantistica e gestionale                                                  | 09/B1 – Tecnologie e sistemi di lavorazione                                                                                                  | ING-IND/16 – Tecnologie e sistemi di lavorazione                                                           |   |
| 09 – INGEGNERIA INDUSTRIALE E DELL'INFORMAZIONE                         | 09/B – Ingegneria manifatturiera, impiantistica e gestionale                                                  | 09/B2 – Impianti industriali meccanici | ING-IND/17 – Impianti industriali meccanici                                                                |   |
| 09 – INGEGNERIA INDUSTRIALE E DELL'INFORMAZIONE                         | 09/B – Ingegneria manifatturiera, impiantistica e gestionale                                                  | 09/B3 – Ingegneria economico-gestionale | ING-IND/35 – Ingegneria economico-gestionale                                                               |   |
| 09 – INGEGNERIA INDUSTRIALE E DELL'INFORMAZIONE                         | 09/C – Ingegneria energetica, termo-meccanica e nucleare                                                      | 09/C1 – Macchine e sistemi per l'energia e l'ambiente                                                                                        | ING-IND/08 – Macchine a fluido                                                                             |   |
| 09 – INGEGNERIA INDUSTRIALE E DELL'INFORMAZIONE                         | 09/C – Ingegneria energetica, termo-meccanica e nucleare                                                      | 09/C1 – Macchine e sistemi per l'energia e l'ambiente                                                                                        | ING-IND/09 – Sistemi per l'energia e l'ambiente                                                            |   |
| 09 – INGEGNERIA INDUSTRIALE E DELL'INFORMAZIONE                         | 09/C – Ingegneria energetica, termo-meccanica e nucleare                                                      | 09/C2 – Fisica tecnica e ingegneria nucleare                                                                                                 | ING-IND/10 – Fisica tecnica industriale                                                                    |   |
| 09 – INGEGNERIA INDUSTRIALE E DELL'INFORMAZIONE                         | 09/C – Ingegneria energetica, termo-meccanica e nucleare                                                      | 09/C2 – Fisica tecnica e ingegneria nucleare                                                                                                 | ING-IND/11 – Fisica tecnica ambientale                                                                     |   |
| 09 – INGEGNERIA INDUSTRIALE E DELL'INFORMAZIONE                         | 09/C – Ingegneria energetica, termo-meccanica e nucleare                                                      | 09/C2 – Fisica tecnica e ingegneria nucleare                                                                                                 | ING-IND/18 – Fisica dei reattori nucleari                                                                  |   |
| 09 – INGEGNERIA INDUSTRIALE E DELL'INFORMAZIONE                         | 09/C – Ingegneria energetica, termo-meccanica e nucleare                                                      | 09/C2 – Fisica tecnica e ingegneria nucleare                                                                                                 | ING-IND/19 – Impianti nucleari                                                                             |   |
| 09 – INGEGNERIA INDUSTRIALE E DELL'INFORMAZIONE                         | 09/C – Ingegneria energetica, termo-meccanica e nucleare                                                      | 09/C2 – Fisica tecnica e ingegneria nucleare                                                                                                 | ING-IND/20 – Misure e strumentazione nucleari                                                              |   |
| 09 – INGEGNERIA INDUSTRIALE E DELL'INFORMAZIONE                         | 09/D – Ingegneria chimica e dei materiali                                                                     | 09/D1 – Scienza e tecnologia dei materiali                                                                                                   | ING-IND/22 – Scienza e tecnologia dei materiali                                                            |   |
| 09 – INGEGNERIA INDUSTRIALE E DELL'INFORMAZIONE                         | 09/D – Ingegneria chimica e dei materiali                                                                     | 09/D2 – Sistemi, metodi e tecnologie dell'ingegneria chimica e di processo                                                                   | ING-IND/23 – Chimica fisica applicata                                                                      |   |
| 09 – INGEGNERIA INDUSTRIALE E DELL'INFORMAZIONE                         | 09/D – Ingegneria chimica e dei materiali                                                                     | 09/D2 – Sistemi, metodi e tecnologie dell'ingegneria chimica e di processo                                                                   | ING-IND/24 – Principi di ingegneria chimica                                                                |   |
| 09 – INGEGNERIA INDUSTRIALE E DELL'INFORMAZIONE                         | 09/D – Ingegneria chimica e dei materiali                                                                     | 09/D2 – Sistemi, metodi e tecnologie dell'ingegneria chimica e di processo                                                                   | ING-IND/26 – Teoria dello sviluppo dei processi chimici                                                    |   |
| 09 – INGEGNERIA INDUSTRIALE E DELL'INFORMAZIONE                         | 09/D – Ingegneria chimica e dei materiali                                                                     | 09/D3 – Impianti e processi industriali chimici                                                                                              | ING-IND/25 – Impianti chimici                                                                              |   |
| 09 – INGEGNERIA INDUSTRIALE E DELL'INFORMAZIONE                         | 09/D – Ingegneria chimica e dei materiali                                                                     | 09/D3 – Impianti e processi industriali chimici                                                                                              | ING-IND/27 – Chimica industriale e tecnologica                                                             |   |
| 09 – INGEGNERIA INDUSTRIALE E DELL'INFORMAZIONE                         | 09/E – Ingegneria elettrica, elettronica e misure                                                             | 09/E1 – Elettrotecnica | ING-IND/31 – Elettrotecnica                                                                                |   |
| 09 – INGEGNERIA INDUSTRIALE E DELL'INFORMAZIONE                         | 09/E – Ingegneria elettrica, elettronica e misure                                                             | 09/E2 – Ingegneria dell'energia elettrica | ING-IND/32 – Convertitori, macchine e azionamenti elettrici                                                |   |
| 09 – INGEGNERIA INDUSTRIALE E DELL'INFORMAZIONE                         | 09/E – Ingegneria elettrica, elettronica e misure                                                             | 09/E2 – Ingegneria dell'energia elettrica | ING-IND/33 – Sistemi elettrici per l'energia                                                               |   |
| 09 – INGEGNERIA INDUSTRIALE E DELL'INFORMAZIONE                         | 09/E – Ingegneria elettrica, elettronica e misure                                                             | 09/E3 – Elettronica | ING-INF/01 – Elettronica                                                                                   |   |
| 09 – INGEGNERIA INDUSTRIALE E DELL'INFORMAZIONE                         | 09/E – Ingegneria elettrica, elettronica e misure                                                             | 09/E4 – Misure | ING-INF/07 – Misure elettriche e elettroniche                                                              |   |
| 09 – INGEGNERIA INDUSTRIALE E DELL'INFORMAZIONE                         | 09/E – Ingegneria elettrica, elettronica e misure                                                             | 09/E4 – Misure | ING-IND/12 – Misure meccaniche e termiche                                                                  |   |
| 09 – INGEGNERIA INDUSTRIALE E DELL'INFORMAZIONE                         | 09/F – Ingegneria delle telecomunicazioni e campi elettromagnetici                                            | 09/F1 – Campi elettromagnetici | ING-INF/02 – Campi elettromagnetici                                                                        |   |
| 09 – INGEGNERIA INDUSTRIALE E DELL'INFORMAZIONE                         | 09/F – Ingegneria delle telecomunicazioni e campi elettromagnetici                                            | 09/F2 – Telecomunicazioni | ING-INF/03 – Telecomunicazioni                                                                             |   |
| 09 – INGEGNERIA INDUSTRIALE E DELL'INFORMAZIONE                         | 09/G – Ingegneria dei sistemi e bioingegneria                                                                 | 09/G1 – Automatica | ING-INF/04 – Automatica                                                                                    |   |
| 09 – INGEGNERIA INDUSTRIALE E DELL'INFORMAZIONE                         | 09/G – Ingegneria dei sistemi e bioingegneria                                                                 | 09/G2 – Bioingegneria | ING-INF/06 – Bioingegneria elettronica e informatica                                                       |   |
| 09 – INGEGNERIA INDUSTRIALE E DELL'INFORMAZIONE                         | 09/G – Ingegneria dei sistemi e bioingegneria                                                                 | 09/G2 – Bioingegneria | ING-IND/34 – Bioingegneria industriale                                                                     |   |
| 09 – INGEGNERIA INDUSTRIALE E DELL'INFORMAZIONE                         | 09/H – Ingegneria informatica                                                                                 | 09/H1 – Sistemi di elaborazione delle informazioni                                                                                           | ING-INF/05 – Sistemi di elaborazione delle informazioni                                                    |   |
| 10 – SCIENZE DELL'ANTICHITÀ, FILOLOGICO-LETTERARIE E STORICO-ARTISTICHE | 10/A – Scienze archeologiche                                                                                  | 10/A1 – Archeologia | L-ANT/01 – Preistoria e protostoria                                                                        |   |
| 10 – SCIENZE DELL'ANTICHITÀ, FILOLOGICO-LETTERARIE E STORICO-ARTISTICHE | 10/A – Scienze archeologiche                                                                                  | 10/A1 – Archeologia | L-FIL-LET/01 – Civiltà egee                                                                                |   |
| 10 – SCIENZE DELL'ANTICHITÀ, FILOLOGICO-LETTERARIE E STORICO-ARTISTICHE | 10/A – Scienze archeologiche                                                                                  | 10/A1 – Archeologia | L-ANT/04 – Numismatica                                                                                     |   |
| 10 – SCIENZE DELL'ANTICHITÀ, FILOLOGICO-LETTERARIE E STORICO-ARTISTICHE | 10/A – Scienze archeologiche                                                                                  | 10/A1 – Archeologia | L-ANT/06 – Etruscologia e antichità italiche                                                               |   |
| 10 – SCIENZE DELL'ANTICHITÀ, FILOLOGICO-LETTERARIE E STORICO-ARTISTICHE | 10/A – Scienze archeologiche                                                                                  | 10/A1 – Archeologia | L-ANT/07 – Archeologia classica                                                                            |   |
| 10 – SCIENZE DELL'ANTICHITÀ, FILOLOGICO-LETTERARIE E STORICO-ARTISTICHE | 10/A – Scienze archeologiche                                                                                  | 10/A1 – Archeologia | L-ANT/08 – Archeologia cristiana e medievale                                                               |   |
| 10 – SCIENZE DELL'ANTICHITÀ, FILOLOGICO-LETTERARIE E STORICO-ARTISTICHE | 10/A – Scienze archeologiche                                                                                  | 10/A1 – Archeologia | L-ANT/09 – Topografia antica                                                                               |   |
| 10 – SCIENZE DELL'ANTICHITÀ, FILOLOGICO-LETTERARIE E STORICO-ARTISTICHE | 10/A – Scienze archeologiche                                                                                  | 10/A1 – Archeologia | L-ANT/10 – Metodologie della ricerca archeologica                                                          |   |
| 10 – SCIENZE DELL'ANTICHITÀ, FILOLOGICO-LETTERARIE E STORICO-ARTISTICHE | 10/B – Storia dell'arte                                                                                       | 10/B1 – Storia dell'arte | L-ART/01 – Storia dell'arte medievale                                                                      |   |
| 10 – SCIENZE DELL'ANTICHITÀ, FILOLOGICO-LETTERARIE E STORICO-ARTISTICHE | 10/B – Storia dell'arte                                                                                       | 10/B1 – Storia dell'arte | L-ART/02 – Storia dell'arte moderna                                                                        |   |
| 10 – SCIENZE DELL'ANTICHITÀ, FILOLOGICO-LETTERARIE E STORICO-ARTISTICHE | 10/B – Storia dell'arte                                                                                       | 10/B1 – Storia dell'arte | L-ART/03 – Storia dell'arte contemporanea                                                                  |   |
| 10 – SCIENZE DELL'ANTICHITÀ, FILOLOGICO-LETTERARIE E STORICO-ARTISTICHE | 10/B – Storia dell'arte                                                                                       | 10/B1 – Storia dell'arte | L-ART/04 – Museologia e critica artistica e del restauro                                                   |   |
| 10 – SCIENZE DELL'ANTICHITÀ, FILOLOGICO-LETTERARIE E STORICO-ARTISTICHE | 10/C – Musica, teatro, cinema, televisione e media audiovisivi                                                | 10/C1 – Musica, teatro, cinema, televisione e media audiovisivi                                                                              | L-ART/05 – Discipline dello spettacolo                                                                     |   |
| 10 – SCIENZE DELL'ANTICHITÀ, FILOLOGICO-LETTERARIE E STORICO-ARTISTICHE | 10/C – Musica, teatro, cinema, televisione e media audiovisivi                                                | 10/C1 – Musica, teatro, cinema, televisione e media audiovisivi                                                                              | L-ART/06 – Cinema, fotografia e televisione                                                                |   |
| 10 – SCIENZE DELL'ANTICHITÀ, FILOLOGICO-LETTERARIE E STORICO-ARTISTICHE | 10/C – Musica, teatro, cinema, televisione e media audiovisivi                                                | 10/C1 – Musica, teatro, cinema, televisione e media audiovisivi                                                                              | L-ART/07 – Musicologia e storia della musica                                                               |   |
| 10 – SCIENZE DELL'ANTICHITÀ, FILOLOGICO-LETTERARIE E STORICO-ARTISTICHE | 10/C – Musica, teatro, cinema, televisione e media audiovisivi                                                | 10/C1 – Musica, teatro, cinema, televisione e media audiovisivi                                                                              | L-ART/08 – Etnomusicologia                                                                                 |   |
| 10 – SCIENZE DELL'ANTICHITÀ, FILOLOGICO-LETTERARIE E STORICO-ARTISTICHE | 10/D – Scienze dell'antichità                                                                                 | 10/D1 – Storia antica | L-ANT/02 – Storia greca                                                                                    |   |
| 10 – SCIENZE DELL'ANTICHITÀ, FILOLOGICO-LETTERARIE E STORICO-ARTISTICHE | 10/D – Scienze dell'antichità                                                                                 | 10/D1 – Storia antica | L-ANT/03 – Storia romana                                                                                   |   |
| 10 – SCIENZE DELL'ANTICHITÀ, FILOLOGICO-LETTERARIE E STORICO-ARTISTICHE | 10/D – Scienze dell'antichità                                                                                 | 10/D2 – Lingua e letteratura greca | L-FIL-LET/01 – Civiltà egee                                                                                |   |
| 10 – SCIENZE DELL'ANTICHITÀ, FILOLOGICO-LETTERARIE E STORICO-ARTISTICHE | 10/D – Scienze dell'antichità                                                                                 | 10/D2 – Lingua e letteratura greca | L-FIL-LET/02 – Lingua e letteratura greca                                                                  |   |
| 10 – SCIENZE DELL'ANTICHITÀ, FILOLOGICO-LETTERARIE E STORICO-ARTISTICHE | 10/D – Scienze dell'antichità                                                                                 | 10/D2 – Lingua e letteratura greca | L-FIL-LET/07 – Civiltà bizantina                                                                           |   |
| 10 – SCIENZE DELL'ANTICHITÀ, FILOLOGICO-LETTERARIE E STORICO-ARTISTICHE | 10/D – Scienze dell'antichità                                                                                 | 10/D2 – Lingua e letteratura greca | L-LIN/20 – Lingua e letteratura neogreca                                                                   |   |
| 10 – SCIENZE DELL'ANTICHITÀ, FILOLOGICO-LETTERARIE E STORICO-ARTISTICHE | 10/D – Scienze dell'antichità                                                                                 | 10/D3 – Lingua e letteratura latina | L-FIL-LET/04 – Lingua e letteratura latina                                                                 |   |
| 10 – SCIENZE DELL'ANTICHITÀ, FILOLOGICO-LETTERARIE E STORICO-ARTISTICHE | 10/D – Scienze dell'antichità                                                                                 | 10/D4 – Filologia classica e tardoantica | L-FIL-LET/05 – Filologia classica                                                                          |   |
| 10 – SCIENZE DELL'ANTICHITÀ, FILOLOGICO-LETTERARIE E STORICO-ARTISTICHE | 10/D – Scienze dell'antichità                                                                                 | 10/D4 – Filologia classica e tardoantica | L-FIL-LET/06 – Letteratura cristiana antica                                                                |   |
| 10 – SCIENZE DELL'ANTICHITÀ, FILOLOGICO-LETTERARIE E STORICO-ARTISTICHE | 10/D – Scienze dell'antichità                                                                                 | 10/D4 – Filologia classica e tardoantica | L-ANT/05 – Papirologia                                                                                     |   |
| 10 – SCIENZE DELL'ANTICHITÀ, FILOLOGICO-LETTERARIE E STORICO-ARTISTICHE | 10/E – Filologie e letterature medio-latina e romanze                                                         | 10/E1 – Filologie e letterature medio-latina e romanze                                                                                       | L-FIL-LET/08 – Letteratura latina medievale e umanistica                                                   |   |
| 10 – SCIENZE DELL'ANTICHITÀ, FILOLOGICO-LETTERARIE E STORICO-ARTISTICHE | 10/E – Filologie e letterature medio-latina e romanze                                                         | 10/E1 – Filologie e letterature medio-latina e romanze                                                                                       | L-FIL-LET/09 – Filologia e linguistica romanza                                                             |   |
| 10 – SCIENZE DELL'ANTICHITÀ, FILOLOGICO-LETTERARIE E STORICO-ARTISTICHE | 10/E – Filologie e letterature medio-latina e romanze                                                         | 10/E1 – Filologie e letterature medio-latina e romanze                                                                                       | L-LIN/17 – Lingua e letteratura romena                                                                     |   |
| 10 – SCIENZE DELL'ANTICHITÀ, FILOLOGICO-LETTERARIE E STORICO-ARTISTICHE | 10/E – Filologie e letterature medio-latina e romanze                                                         | 10/E1 – Filologie e letterature medio-latina e romanze                                                                                       | L-LIN/08 – Letteratura portoghese e brasiliana                                                             |   |
| 10 – SCIENZE DELL'ANTICHITÀ, FILOLOGICO-LETTERARIE E STORICO-ARTISTICHE | 10/E – Filologie e letterature medio-latina e romanze                                                         | 10/E1 – Filologie e letterature medio-latina e romanze                                                                                       | L-LIN/09 – Lingua e traduzione – Lingue portoghese e brasiliana                                            |   |
| 10 – SCIENZE DELL'ANTICHITÀ, FILOLOGICO-LETTERARIE E STORICO-ARTISTICHE | 10/F – Italianistica e letterature comparate                                                                  | 10/F1 – Letteratura italiana | L-FIL-LET/10 – Letteratura italiana                                                                        |   |
| 10 – SCIENZE DELL'ANTICHITÀ, FILOLOGICO-LETTERARIE E STORICO-ARTISTICHE | 10/F – Italianistica e letterature comparate                                                                  | 10/F2 – Letteratura italiana contemporanea                                                                                                   | L-FIL-LET/11 – Letteratura italiana contemporanea                                                          |   |
| 10 – SCIENZE DELL'ANTICHITÀ, FILOLOGICO-LETTERARIE E STORICO-ARTISTICHE | 10/F – Italianistica e letterature comparate                                                                  | 10/F3 – Linguistica e filologia italiana | L-FIL-LET/12 – Linguistica italiana                                                                        |   |
| 10 – SCIENZE DELL'ANTICHITÀ, FILOLOGICO-LETTERARIE E STORICO-ARTISTICHE | 10/F – Italianistica e letterature comparate                                                                  | 10/F3 – Linguistica e filologia italiana | L-FIL-LET/13 – Filologia della letteratura italiana                                                        |   |
| 10 – SCIENZE DELL'ANTICHITÀ, FILOLOGICO-LETTERARIE E STORICO-ARTISTICHE | 10/F – Italianistica e letterature comparate                                                                  | 10/F4 – Critica letteraria e letterature comparate                                                                                           | L-FIL-LET/14 – Critica letteraria e letterature comparate                                                  |   |
| 10 – SCIENZE DELL'ANTICHITÀ, FILOLOGICO-LETTERARIE E STORICO-ARTISTICHE | 10/G – Glottologia e linguistica                                                                              | 10/G1 – Glottologia e linguistica | L-FIL-LET/03 – Filologia italica, illirica, celtica                                                        |   |
| 10 – SCIENZE DELL'ANTICHITÀ, FILOLOGICO-LETTERARIE E STORICO-ARTISTICHE | 10/G – Glottologia e linguistica                                                                              | 10/G1 – Glottologia e linguistica | L-LIN/01 – Glottologia e linguistica                                                                       |   |
| 10 – SCIENZE DELL'ANTICHITÀ, FILOLOGICO-LETTERARIE E STORICO-ARTISTICHE | 10/G – Glottologia e linguistica                                                                              | 10/G1 – Glottologia e linguistica | L-LIN/02 – Didattica delle lingue moderne                                                                  |   |
| 10 – SCIENZE DELL'ANTICHITÀ, FILOLOGICO-LETTERARIE E STORICO-ARTISTICHE | 10/G – Glottologia e linguistica                                                                              | 10/G1 – Glottologia e linguistica | L-LIN/18 – Lingua e letteratura albanese                                                                   |   |
| 10 – SCIENZE DELL'ANTICHITÀ, FILOLOGICO-LETTERARIE E STORICO-ARTISTICHE | 10/G – Glottologia e linguistica                                                                              | 10/G1 – Glottologia e linguistica | L-LIN/19 – Filologia ugro-finnica                                                                          |   |
| 10 – SCIENZE DELL'ANTICHITÀ, FILOLOGICO-LETTERARIE E STORICO-ARTISTICHE | 10/H – Francesistica                                                                                          | 10/H1 – Lingua, letteratura e cultura francese                                                                                               | L-LIN/03 – Letteratura francese                                                                            |   |
| 10 – SCIENZE DELL'ANTICHITÀ, FILOLOGICO-LETTERARIE E STORICO-ARTISTICHE | 10/H – Francesistica                                                                                          | 10/H1 – Lingua, letteratura e cultura francese                                                                                               | L-LIN/04 – Lingua e traduzione – Lingua francese                                                           |   |
| 10 – SCIENZE DELL'ANTICHITÀ, FILOLOGICO-LETTERARIE E STORICO-ARTISTICHE | 10/I – Ispanistica                                                                                            | 10/I1 – Lingue, letterature e culture spagnola e ispano-americane                                                                            | L-LIN/05 – Letteratura spagnola                                                                            |   |
| 10 – SCIENZE DELL'ANTICHITÀ, FILOLOGICO-LETTERARIE E STORICO-ARTISTICHE | 10/I – Ispanistica                                                                                            | 10/I1 – Lingue, letterature e culture spagnola e ispano-americane                                                                            | L-LIN/06 – Lingua e letterature ispano-americane                                                           |   |
| 10 – SCIENZE DELL'ANTICHITÀ, FILOLOGICO-LETTERARIE E STORICO-ARTISTICHE | 10/I – Ispanistica                                                                                            | 10/I1 – Lingue, letterature e culture spagnola e ispano-americane                                                                            | L-LIN/07 – Lingua e traduzione – Lingua spagnola                                                           |   |
| 10 – SCIENZE DELL'ANTICHITÀ, FILOLOGICO-LETTERARIE E STORICO-ARTISTICHE | 10/L – Anglistica e angloamericanistica                                                                       | 10/L1 – Lingue, letterature e culture inglese e anglo-americana                                                                              | L-LIN/10 – Letteratura inglese                                                                             |   |
| 10 – SCIENZE DELL'ANTICHITÀ, FILOLOGICO-LETTERARIE E STORICO-ARTISTICHE | 10/L – Anglistica e angloamericanistica                                                                       | 10/L1 – Lingue, letterature e culture inglese e anglo-americana                                                                              | L-LIN/11 – Lingue e letterature anglo-americane                                                            |   |
| 10 – SCIENZE DELL'ANTICHITÀ, FILOLOGICO-LETTERARIE E STORICO-ARTISTICHE | 10/L – Anglistica e angloamericanistica                                                                       | 10/L1 – Lingue, letterature e culture inglese e anglo-americana                                                                              | L-LIN/12 – Lingua e traduzione – Lingua inglese                                                            |   |
| 10 – SCIENZE DELL'ANTICHITÀ, FILOLOGICO-LETTERARIE E STORICO-ARTISTICHE | 10/M – Lingue, letterature e culture germaniche e slave                                                       | 10/M1 – Lingue, letterature e culture germaniche                                                                                             | L-FIL-LET/15 – Filologia germanica                                                                         |   |
| 10 – SCIENZE DELL'ANTICHITÀ, FILOLOGICO-LETTERARIE E STORICO-ARTISTICHE | 10/M – Lingue, letterature e culture germaniche e slave                                                       | 10/M1 – Lingue, letterature e culture germaniche                                                                                             | L-LIN/13 – Letteratura tedesca                                                                             |   |
| 10 – SCIENZE DELL'ANTICHITÀ, FILOLOGICO-LETTERARIE E STORICO-ARTISTICHE | 10/M – Lingue, letterature e culture germaniche e slave                                                       | 10/M1 – Lingue, letterature e culture germaniche                                                                                             | L-LIN/14 – Lingua e traduzione – Lingua tedesca                                                            |   |
| 10 – SCIENZE DELL'ANTICHITÀ, FILOLOGICO-LETTERARIE E STORICO-ARTISTICHE | 10/M – Lingue, letterature e culture germaniche e slave                                                       | 10/M1 – Lingue, letterature e culture germaniche                                                                                             | L-LIN/15 – Lingue e letterature nordiche                                                                   |   |
| 10 – SCIENZE DELL'ANTICHITÀ, FILOLOGICO-LETTERARIE E STORICO-ARTISTICHE | 10/M – Lingue, letterature e culture germaniche e slave                                                       | 10/M1 – Lingue, letterature e culture germaniche                                                                                             | L-LIN/16 – Lingua e letteratura nederlandese                                                               |   |
| 10 – SCIENZE DELL'ANTICHITÀ, FILOLOGICO-LETTERARIE E STORICO-ARTISTICHE | 10/M – Lingue, letterature e culture germaniche e slave                                                       | 10/M2 – Slavistica | L-LIN/21 – Slavistica                                                                                      |   |
| 10 – SCIENZE DELL'ANTICHITÀ, FILOLOGICO-LETTERARIE E STORICO-ARTISTICHE | 10/N – Culture dell'Oriente e dell'Africa                                                                     | 10/N1 – Culture del Vicino Oriente antico, del Medio Oriente e dell'Africa                                                                   | L-OR/01 – Storia del Vicino Oriente antico                                                                 |   |
| 10 – SCIENZE DELL'ANTICHITÀ, FILOLOGICO-LETTERARIE E STORICO-ARTISTICHE | 10/N – Culture dell'Oriente e dell'Africa                                                                     | 10/N1 – Culture del Vicino Oriente antico, del Medio Oriente e dell'Africa                                                                   | L-OR/02 – Egittologia e civiltà copta                                                                      |   |
| 10 – SCIENZE DELL'ANTICHITÀ, FILOLOGICO-LETTERARIE E STORICO-ARTISTICHE | 10/N – Culture dell'Oriente e dell'Africa                                                                     | 10/N1 – Culture del Vicino Oriente antico, del Medio Oriente e dell'Africa                                                                   | L-OR/03 – Assiriologia                                                                                     |   |
| 10 – SCIENZE DELL'ANTICHITÀ, FILOLOGICO-LETTERARIE E STORICO-ARTISTICHE | 10/N – Culture dell'Oriente e dell'Africa                                                                     | 10/N1 – Culture del Vicino Oriente antico, del Medio Oriente e dell'Africa                                                                   | L-OR/04 – Anatolistica                                                                                     |   |
| 10 – SCIENZE DELL'ANTICHITÀ, FILOLOGICO-LETTERARIE E STORICO-ARTISTICHE | 10/N – Culture dell'Oriente e dell'Africa                                                                     | 10/N1 – Culture del Vicino Oriente antico, del Medio Oriente e dell'Africa                                                                   | L-OR/05 – Archeologia e storia dell'arte del Vicino Oriente antico                                         |   |
| 10 – SCIENZE DELL'ANTICHITÀ, FILOLOGICO-LETTERARIE E STORICO-ARTISTICHE | 10/N – Culture dell'Oriente e dell'Africa                                                                     | 10/N1 – Culture del Vicino Oriente antico, del Medio Oriente e dell'Africa                                                                   | L-OR/06 – Archeologia fenicio-punica                                                                       |   |
| 10 – SCIENZE DELL'ANTICHITÀ, FILOLOGICO-LETTERARIE E STORICO-ARTISTICHE | 10/N – Culture dell'Oriente e dell'Africa                                                                     | 10/N1 – Culture del Vicino Oriente antico, del Medio Oriente e dell'Africa                                                                   | L-OR/07 – Semitistica – Lingue e letterature dell'Etiopia                                                  |   |
| 10 – SCIENZE DELL'ANTICHITÀ, FILOLOGICO-LETTERARIE E STORICO-ARTISTICHE | 10/N – Culture dell'Oriente e dell'Africa                                                                     | 10/N1 – Culture del Vicino Oriente antico, del Medio Oriente e dell'Africa                                                                   | L-OR/08 – Ebraico                                                                                          |   |
| 10 – SCIENZE DELL'ANTICHITÀ, FILOLOGICO-LETTERARIE E STORICO-ARTISTICHE | 10/N – Culture dell'Oriente e dell'Africa                                                                     | 10/N1 – Culture del Vicino Oriente antico, del Medio Oriente e dell'Africa                                                                   | L-OR/09 – Lingue e letterature dell'Africa                                                                 |   |
| 10 – SCIENZE DELL'ANTICHITÀ, FILOLOGICO-LETTERARIE E STORICO-ARTISTICHE | 10/N – Culture dell'Oriente e dell'Africa                                                                     | 10/N1 – Culture del Vicino Oriente antico, del Medio Oriente e dell'Africa                                                                   | L-OR/10 – Storia dei paesi islamici                                                                        |   |
| 10 – SCIENZE DELL'ANTICHITÀ, FILOLOGICO-LETTERARIE E STORICO-ARTISTICHE | 10/N – Culture dell'Oriente e dell'Africa                                                                     | 10/N1 – Culture del Vicino Oriente antico, del Medio Oriente e dell'Africa                                                                   | L-OR/11 – Archeologia e storia dell'arte musulmana                                                         |   |
| 10 – SCIENZE DELL'ANTICHITÀ, FILOLOGICO-LETTERARIE E STORICO-ARTISTICHE | 10/N – Culture dell'Oriente e dell'Africa                                                                     | 10/N1 – Culture del Vicino Oriente antico, del Medio Oriente e dell'Africa                                                                   | L-OR/12 – Lingua e letteratura araba                                                                       |   |
| 10 – SCIENZE DELL'ANTICHITÀ, FILOLOGICO-LETTERARIE E STORICO-ARTISTICHE | 10/N – Culture dell'Oriente e dell'Africa                                                                     | 10/N1 – Culture del Vicino Oriente antico, del Medio Oriente e dell'Africa                                                                   | L-OR/13 – Armenistica, caucasologia, mongolistica e turcologia                                             |   |
| 10 – SCIENZE DELL'ANTICHITÀ, FILOLOGICO-LETTERARIE E STORICO-ARTISTICHE | 10/N – Culture dell'Oriente e dell'Africa                                                                     | 10/N1 – Culture del Vicino Oriente antico, del Medio Oriente e dell'Africa                                                                   | L-OR/14 – Filologia, religioni e storia dell'Iran                                                          |   |
| 10 – SCIENZE DELL'ANTICHITÀ, FILOLOGICO-LETTERARIE E STORICO-ARTISTICHE | 10/N – Culture dell'Oriente e dell'Africa                                                                     | 10/N1 – Culture del Vicino Oriente antico, del Medio Oriente e dell'Africa                                                                   | L-OR/15 – Lingua e letteratura persiana                                                                    |   |
| 10 – SCIENZE DELL'ANTICHITÀ, FILOLOGICO-LETTERARIE E STORICO-ARTISTICHE | 10/N – Culture dell'Oriente e dell'Africa                                                                     | 10/N3 – Culture dell'Asia centrale e orientale                                                                                               | L-OR/16 – Archeologia e storia dell'arte dell'India e dell'Asia centrale                                   |   |
| 10 – SCIENZE DELL'ANTICHITÀ, FILOLOGICO-LETTERARIE E STORICO-ARTISTICHE | 10/N – Culture dell'Oriente e dell'Africa                                                                     | 10/N3 – Culture dell'Asia centrale e orientale                                                                                               | L-OR/17 – Filosofie, religioni e storia dell'India e dell'Asia centrale                                    |   |
| 10 – SCIENZE DELL'ANTICHITÀ, FILOLOGICO-LETTERARIE E STORICO-ARTISTICHE | 10/N – Culture dell'Oriente e dell'Africa                                                                     | 10/N3 – Culture dell'Asia centrale e orientale                                                                                               | L-OR/18 – Indologia e tibetologia                                                                          |   |
| 10 – SCIENZE DELL'ANTICHITÀ, FILOLOGICO-LETTERARIE E STORICO-ARTISTICHE | 10/N – Culture dell'Oriente e dell'Africa                                                                     | 10/N3 – Culture dell'Asia centrale e orientale                                                                                               | L-OR/19 – Lingue e letterature moderne del subcontinente indiano                                           |   |
| 10 – SCIENZE DELL'ANTICHITÀ, FILOLOGICO-LETTERARIE E STORICO-ARTISTICHE | 10/N – Culture dell'Oriente e dell'Africa                                                                     | 10/N3 – Culture dell'Asia centrale e orientale                                                                                               | L-OR/20 – Archeologia, storia dell'arte e filosofie dell'Asia orientale                                    |   |
| 10 – SCIENZE DELL'ANTICHITÀ, FILOLOGICO-LETTERARIE E STORICO-ARTISTICHE | 10/N – Culture dell'Oriente e dell'Africa                                                                     | 10/N3 – Culture dell'Asia centrale e orientale                                                                                               | L-OR/21 – Lingue e letterature della Cina e dell'Asia sud-orientale                                        |   |
| 10 – SCIENZE DELL'ANTICHITÀ, FILOLOGICO-LETTERARIE E STORICO-ARTISTICHE | 10/N – Culture dell'Oriente e dell'Africa                                                                     | 10/N3 – Culture dell'Asia centrale e orientale                                                                                               | L-OR/22 – Lingue e letterature del Giappone e della Corea                                                  |   |
| 10 – SCIENZE DELL'ANTICHITÀ, FILOLOGICO-LETTERARIE E STORICO-ARTISTICHE | 10/N – Culture dell'Oriente e dell'Africa                                                                     | 10/N3 – Culture dell'Asia centrale e orientale                                                                                               | L-OR/23 – Storia dell'Asia orientale e sud-orientale                                                       |   |
| 11 – SCIENZE STORICHE, FILOSOFICHE, PEDAGOGICHE, PSICOLOGICHE           | 11/A – Discipline storiche                                                                                    | 11/A1 – Storia medievale | M-STO/01 – Storia medievale                                                                                |   |
| 11 – SCIENZE STORICHE, FILOSOFICHE, PEDAGOGICHE, PSICOLOGICHE           | 11/A – Discipline storiche                                                                                    | 11/A2 – Storia moderna | M-STO/02 – Storia moderna                                                                                  |   |
| 11 – SCIENZE STORICHE, FILOSOFICHE, PEDAGOGICHE, PSICOLOGICHE           | 11/A – Discipline storiche                                                                                    | 11/A3 – Storia contemporanea | M-STO/04 – Storia contemporanea                                                                            |   |
| 11 – SCIENZE STORICHE, FILOSOFICHE, PEDAGOGICHE, PSICOLOGICHE           | 11/A – Discipline storiche                                                                                    | 11/A3 – Storia contemporanea | M-STO/03 – Storia dell'Europa orientale                                                                    |   |
| 11 – SCIENZE STORICHE, FILOSOFICHE, PEDAGOGICHE, PSICOLOGICHE           | 11/A – Discipline storiche                                                                                    | 11/A4 – Scienze del libro e del documento e scienze storico religiose                                                                        | M-STO/08 – Archivistica, bibliografia e biblioteconomia                                                    |   |
| 11 – SCIENZE STORICHE, FILOSOFICHE, PEDAGOGICHE, PSICOLOGICHE           | 11/A – Discipline storiche                                                                                    | 11/A4 – Scienze del libro e del documento e scienze storico religiose                                                                        | M-STO/09 – Paleografia                                                                                     |   |
| 11 – SCIENZE STORICHE, FILOSOFICHE, PEDAGOGICHE, PSICOLOGICHE           | 11/A – Discipline storiche                                                                                    | 11/A4 – Scienze del libro e del documento e scienze storico religiose                                                                        | M-STO/06 – Storia delle religioni                                                                          |   |
| 11 – SCIENZE STORICHE, FILOSOFICHE, PEDAGOGICHE, PSICOLOGICHE           | 11/A – Discipline storiche                                                                                    | 11/A4 – Scienze del libro e del documento e scienze storico religiose                                                                        | M-STO/07 – Storia del Cristianesimo e delle chiese                                                         |   |
| 11 – SCIENZE STORICHE, FILOSOFICHE, PEDAGOGICHE, PSICOLOGICHE           | 11/A – Discipline storiche                                                                                    | 11/A5 – Scienze demoetnoantropologiche | M-DEA/01 – Discipline demoetnoantropologiche                                                               |   |
| 11 – SCIENZE STORICHE, FILOSOFICHE, PEDAGOGICHE, PSICOLOGICHE           | 11/B – Geografia                                                                                              | 11/B1 – Geografia | M-GGR/01 – Geografia                                                                                       |   |
| 11 – SCIENZE STORICHE, FILOSOFICHE, PEDAGOGICHE, PSICOLOGICHE           | 11/B – Geografia                                                                                              | 11/B1 – Geografia | M-GGR/02 – Geografia economico-politica                                                                    |   |
| 11 – SCIENZE STORICHE, FILOSOFICHE, PEDAGOGICHE, PSICOLOGICHE           | 11/C – Filosofia                                                                                              | 11/C1 – Filosofia teoretica | M-FIL/01 – Filosofia teoretica                                                                             |   |
| 11 – SCIENZE STORICHE, FILOSOFICHE, PEDAGOGICHE, PSICOLOGICHE           | 11/C – Filosofia                                                                                              | 11/C2 – Logica, storia e filosofia della scienza                                                                                             | M-FIL/02 – Logica e filosofia della scienza                                                                |   |
| 11 – SCIENZE STORICHE, FILOSOFICHE, PEDAGOGICHE, PSICOLOGICHE           | 11/C – Filosofia                                                                                              | 11/C2 – Logica, storia e filosofia della scienza                                                                                             | M-STO/05 – Storia delle scienze e delle tecniche                                                           |   |
| 11 – SCIENZE STORICHE, FILOSOFICHE, PEDAGOGICHE, PSICOLOGICHE           | 11/C – Filosofia                                                                                              | 11/C3 – Filosofia morale | M-FIL/03 – Filosofia morale                                                                                |   |
| 11 – SCIENZE STORICHE, FILOSOFICHE, PEDAGOGICHE, PSICOLOGICHE           | 11/C – Filosofia                                                                                              | 11/C4 – Estetica e filosofia dei linguaggi                                                                                                   | M-FIL/04 – Estetica                                                                                        |   |
| 11 – SCIENZE STORICHE, FILOSOFICHE, PEDAGOGICHE, PSICOLOGICHE           | 11/C – Filosofia                                                                                              | 11/C4 – Estetica e filosofia dei linguaggi                                                                                                   | M-FIL/05 – Filosofia e teoria dei linguaggi                                                                |   |
| 11 – SCIENZE STORICHE, FILOSOFICHE, PEDAGOGICHE, PSICOLOGICHE           | 11/C – Filosofia                                                                                              | 11/C5 – Storia della filosofia | M-FIL/06 – Storia della filosofia                                                                          |   |
| 11 – SCIENZE STORICHE, FILOSOFICHE, PEDAGOGICHE, PSICOLOGICHE           | 11/C – Filosofia                                                                                              | 11/C5 – Storia della filosofia | M-FIL/07 – Storia della filosofia antica                                                                   |   |
| 11 – SCIENZE STORICHE, FILOSOFICHE, PEDAGOGICHE, PSICOLOGICHE           | 11/C – Filosofia                                                                                              | 11/C5 – Storia della filosofia | M-FIL/08 – Storia della filosofia medievale                                                                |   |
| 11 – SCIENZE STORICHE, FILOSOFICHE, PEDAGOGICHE, PSICOLOGICHE           | 11/D – Pedagogia                                                                                              | 11/D1 – Pedagogia e storia della pedagogia                                                                                                   | M-PED/01 – Pedagogia generale e sociale                                                                    |   |
| 11 – SCIENZE STORICHE, FILOSOFICHE, PEDAGOGICHE, PSICOLOGICHE           | 11/D – Pedagogia                                                                                              | 11/D1 – Pedagogia e storia della pedagogia                                                                                                   | M-PED/02 – Storia della pedagogia                                                                          |   |
| 11 – SCIENZE STORICHE, FILOSOFICHE, PEDAGOGICHE, PSICOLOGICHE           | 11/D – Pedagogia                                                                                              | 11/D2 – Didattica, pedagogia speciale e ricerca educativa                                                                                    | M-PED/03 – Didattica e pedagogia speciale                                                                  |   |
| 11 – SCIENZE STORICHE, FILOSOFICHE, PEDAGOGICHE, PSICOLOGICHE           | 11/D – Pedagogia                                                                                              | 11/D2 – Didattica, pedagogia speciale e ricerca educativa                                                                                    | M-PED/04 – Pedagogia sperimentale                                                                          |   |
| 11 – SCIENZE STORICHE, FILOSOFICHE, PEDAGOGICHE, PSICOLOGICHE           | 11/D – Pedagogia                                                                                              | 11/D2 – Didattica, pedagogia speciale e ricerca educativa                                                                                    | M-EDF/01 – Metodi e didattiche delle attività motorie                                                      |   |
| 11 – SCIENZE STORICHE, FILOSOFICHE, PEDAGOGICHE, PSICOLOGICHE           | 11/D – Pedagogia                                                                                              | 11/D2 – Didattica, pedagogia speciale e ricerca educativa                                                                                    | M-EDF/02 – Metodi e didattiche delle attività sportive                                                     |   |
| 11 – SCIENZE STORICHE, FILOSOFICHE, PEDAGOGICHE, PSICOLOGICHE           | 11/E – Psicologia                                                                                             | 11/E1 – Psicologia generale, psicobiologia e psicometria                                                                                     | M-PSI/01 – Psicologia generale                                                                             |   |
| 11 – SCIENZE STORICHE, FILOSOFICHE, PEDAGOGICHE, PSICOLOGICHE           | 11/E – Psicologia                                                                                             | 11/E1 – Psicologia generale, psicobiologia e psicometria                                                                                     | M-PSI/02 – Psicobiologia e psicologia fisiologica                                                          |   |
| 11 – SCIENZE STORICHE, FILOSOFICHE, PEDAGOGICHE, PSICOLOGICHE           | 11/E – Psicologia                                                                                             | 11/E1 – Psicologia generale, psicobiologia e psicometria                                                                                     | M-PSI/03 – Psicometria                                                                                     |   |
| 11 – SCIENZE STORICHE, FILOSOFICHE, PEDAGOGICHE, PSICOLOGICHE           | 11/E – Psicologia                                                                                             | 11/E2 – Psicologia dello sviluppo e dell'educazione                                                                                          | M-PSI/04 – Psicologia dello sviluppo e psicologia dell'educazione                                          |   |
| 11 – SCIENZE STORICHE, FILOSOFICHE, PEDAGOGICHE, PSICOLOGICHE           | 11/E – Psicologia                                                                                             | 11/E3 – Psicologia sociale, del lavoro e delle organizzazioni                                                                                | M-PSI/05 – Psicologia sociale                                                                              |   |
| 11 – SCIENZE STORICHE, FILOSOFICHE, PEDAGOGICHE, PSICOLOGICHE           | 11/E – Psicologia                                                                                             | 11/E3 – Psicologia sociale, del lavoro e delle organizzazioni                                                                                | M-PSI/06 – Psicologia del lavoro e delle organizzazioni                                                    |   |
| 11 – SCIENZE STORICHE, FILOSOFICHE, PEDAGOGICHE, PSICOLOGICHE           | 11/E – Psicologia                                                                                             | 11/E4 – Psicologia clinica e dinamica | M-PSI/07 – Psicologia dinamica                                                                             |   |
| 11 – SCIENZE STORICHE, FILOSOFICHE, PEDAGOGICHE, PSICOLOGICHE           | 11/E – Psicologia                                                                                             | 11/E4 – Psicologia clinica e dinamica | M-PSI/08 – Psicologia clinica                                                                              |   |
| 12 – SCIENZE GIURIDICHE                                                 | 12/A – Diritto privato                                                                                        | 12/A1 – Diritto privato | IUS/01 – Diritto privato                                                                                   |   |
| 12 – SCIENZE GIURIDICHE                                                 | 12/B – Diritto commerciale e del lavoro                                                                       | 12/B1 – Diritto commerciale | IUS/04 – Diritto commerciale                                                                               |   |
| 12 – SCIENZE GIURIDICHE                                                 | 12/B – Diritto commerciale e del lavoro                                                                       | 12/B2 – Diritto del lavoro | IUS/07 – Diritto del lavoro                                                                                |   |
| 12 – SCIENZE GIURIDICHE                                                 | 12/C – Diritto costituzionale ed ecclesiastico                                                                | 12/C1 – Diritto costituzionale | IUS/08 – Diritto costituzionale                                                                            |   |
| 12 – SCIENZE GIURIDICHE                                                 | 12/C – Diritto costituzionale ed ecclesiastico                                                                | 12/C1 – Diritto costituzionale | IUS/09 – Istituzioni di diritto pubblico                                                                   |   |
| 12 – SCIENZE GIURIDICHE                                                 | 12/C – Diritto costituzionale ed ecclesiastico                                                                | 12/C2 – Diritto ecclesiastico e canonico | IUS/11 – Diritto ecclesiastico e canonico                                                                  |   |
| 12 – SCIENZE GIURIDICHE                                                 | 12/D – Diritto amministrativo e tributario                                                                    | 12/D1 – Diritto amministrativo | IUS/10 – Diritto amministrativo                                                                            |   |
| 12 – SCIENZE GIURIDICHE                                                 | 12/D – Diritto amministrativo e tributario                                                                    | 12/D1 – Diritto amministrativo | IUS/09 – Istituzioni di diritto pubblico                                                                   |   |
| 12 – SCIENZE GIURIDICHE                                                 | 12/D – Diritto amministrativo e tributario                                                                    | 12/D2 – Diritto tributario | IUS/12 – Diritto tributario                                                                                |   |
| 12 – SCIENZE GIURIDICHE                                                 | 12/E – Diritto internazionale, dell'Unione europea, comparato, dell'economia, dei mercati e della navigazione | 12/E1 – Diritto internazionale | IUS/13 – Diritto internazionale                                                                            |   |
| 12 – SCIENZE GIURIDICHE                                                 | 12/E – Diritto internazionale, dell'Unione europea, comparato, dell'economia, dei mercati e della navigazione | 12/E2 – Diritto comparato | IUS/02 – Diritto privato comparato                                                                         |   |
| 12 – SCIENZE GIURIDICHE                                                 | 12/E – Diritto internazionale, dell'Unione europea, comparato, dell'economia, dei mercati e della navigazione | 12/E2 – Diritto comparato | IUS/21 – Diritto pubblico comparato                                                                        |   |
| 12 – SCIENZE GIURIDICHE                                                 | 12/E – Diritto internazionale, dell'Unione europea, comparato, dell'economia, dei mercati e della navigazione | 12/E3 – Diritto dell'economia, dei mercati finanziari e agroalimentari e della navigazione                                                   | IUS/03 – Diritto agrario                                                                                   |   |
| 12 – SCIENZE GIURIDICHE                                                 | 12/E – Diritto internazionale, dell'Unione europea, comparato, dell'economia, dei mercati e della navigazione | 12/E3 – Diritto dell'economia, dei mercati finanziari e agroalimentari e della navigazione                                                   | IUS/05 – Diritto dell'economia                                                                             |   |
| 12 – SCIENZE GIURIDICHE                                                 | 12/E – Diritto internazionale, dell'Unione europea, comparato, dell'economia, dei mercati e della navigazione | 12/E3 – Diritto dell'economia, dei mercati finanziari e agroalimentari e della navigazione                                                   | IUS/06 – Diritto della navigazione                                                                         |   |
| 12 – SCIENZE GIURIDICHE                                                 | 12/E – Diritto internazionale, dell'Unione europea, comparato, dell'economia, dei mercati e della navigazione | 12/E4 – Diritto dell'Unione europea | IUS/14 – Diritto dell'Unione europea                                                                       |   |
| 12 – SCIENZE GIURIDICHE                                                 | 12/F – Diritto processuale civile                                                                             | 12/F1 – Diritto processuale civile | IUS/15 – Diritto processuale civile                                                                        |   |
| 12 – SCIENZE GIURIDICHE                                                 | 12/G – Diritto penale e processuale penale                                                                    | 12/G1 – Diritto penale | IUS/17 – Diritto penale                                                                                    |   |
| 12 – SCIENZE GIURIDICHE                                                 | 12/G – Diritto penale e processuale penale                                                                    | 12/G2 – Diritto processuale penale | IUS/16 – Diritto processuale penale                                                                        |   |
| 12 – SCIENZE GIURIDICHE                                                 | 12/H – Diritto romano, storia del diritto medievale e moderno e filosofia del diritto                         | 12/H1 – Diritto romano e diritti dell'antichità                                                                                              | IUS/18 – Diritto romano e diritti dell'antichità                                                           |   |
| 12 – SCIENZE GIURIDICHE                                                 | 12/H – Diritto romano, storia del diritto medievale e moderno e filosofia del diritto                         | 12/H2 – Storia del diritto medievale e moderno                                                                                               | IUS/19 – Storia del diritto medievale e moderno                                                            |   |
| 12 – SCIENZE GIURIDICHE                                                 | 12/H – Diritto romano, storia del diritto medievale e moderno e filosofia del diritto                         | 12/H3 – Filosofia del diritto | IUS/20 – Filosofia del diritto                                                                             |   |
| 13 – SCIENZE ECONOMICHE E STATISTICHE                                   | 13/A – Economia                                                                                               | 13/A1 – Economia politica | SECS-P/01 – Economia politica                                                                              |   |
| 13 – SCIENZE ECONOMICHE E STATISTICHE                                   | 13/A – Economia                                                                                               | 13/A2 – Politica economica | SECS-P/02 – Politica economica                                                                             |   |
| 13 – SCIENZE ECONOMICHE E STATISTICHE                                   | 13/A – Economia                                                                                               | 13/A3 – Scienza delle finanze | SECS-P/03 – Scienza delle finanze                                                                          |   |
| 13 – SCIENZE ECONOMICHE E STATISTICHE                                   | 13/A – Economia                                                                                               | 13/A4 – Economia applicata | SECS-P/06 – Economia applicata                                                                             |   |
| 13 – SCIENZE ECONOMICHE E STATISTICHE                                   | 13/A – Economia                                                                                               | 13/A5 – Econometria | SECS-P/05 – Econometria                                                                                    |   |
| 13 – SCIENZE ECONOMICHE E STATISTICHE                                   | 13/B – Economia aziendale                                                                                     | 13/B1 – Economia aziendale | SECS-P/07 – Economia aziendale                                                                             |   |
| 13 – SCIENZE ECONOMICHE E STATISTICHE                                   | 13/B – Economia aziendale                                                                                     | 13/B2 – Economia e gestione delle imprese | SECS-P/08 – Economia e gestione delle imprese                                                              |   |
| 13 – SCIENZE ECONOMICHE E STATISTICHE                                   | 13/B – Economia aziendale                                                                                     | 13/B3 – Organizzazione aziendale | SECS-P/10 – Organizzazione aziendale                                                                       |   |
| 13 – SCIENZE ECONOMICHE E STATISTICHE                                   | 13/B – Economia aziendale                                                                                     | 13/B4 – Economia degli intermediari finanziari e finanza aziendale                                                                           | SECS-P/11 – Economia degli intermediari finanziari                                                         |   |
| 13 – SCIENZE ECONOMICHE E STATISTICHE                                   | 13/B – Economia aziendale                                                                                     | 13/B4 – Economia degli intermediari finanziari e finanza aziendale                                                                           | SECS-P/09 – Finanza aziendale                                                                              |   |
| 13 – SCIENZE ECONOMICHE E STATISTICHE                                   | 13/B – Economia aziendale                                                                                     | 13/B5 – Scienze merceologiche | SECS-P/13 – Scienze merceologiche                                                                          |   |
| 13 – SCIENZE ECONOMICHE E STATISTICHE                                   | 13/C – Storia economica                                                                                       | 13/C1 – Storia economica | SECS-P/12 – Storia economica                                                                               |   |
| 13 – SCIENZE ECONOMICHE E STATISTICHE                                   | 13/C – Storia economica                                                                                       | 13/C1 – Storia economica | SECS-P/04 – Storia del pensiero economico                                                                  |   |
| 13 – SCIENZE ECONOMICHE E STATISTICHE                                   | 13/D – Statistica e metodi matematici per le decisioni                                                        | 13/D1 – Statistica | SECS-S/01 – Statistica                                                                                     |   |
| 13 – SCIENZE ECONOMICHE E STATISTICHE                                   | 13/D – Statistica e metodi matematici per le decisioni                                                        | 13/D1 – Statistica | SECS-S/02 – Statistica per la ricerca sperimentale e tecnologica                                           |   |
| 13 – SCIENZE ECONOMICHE E STATISTICHE                                   | 13/D – Statistica e metodi matematici per le decisioni                                                        | 13/D2 – Statistica economica | SECS-S/03 – Statistica economica                                                                           |   |
| 13 – SCIENZE ECONOMICHE E STATISTICHE                                   | 13/D – Statistica e metodi matematici per le decisioni                                                        | 13/D3 – Demografia e statistica sociale | SECS-S/04 – Demografia                                                                                     |   |
| 13 – SCIENZE ECONOMICHE E STATISTICHE                                   | 13/D – Statistica e metodi matematici per le decisioni                                                        | 13/D3 – Demografia e statistica sociale | SECS-S/05 – Statistica sociale                                                                             |   |
| 13 – SCIENZE ECONOMICHE E STATISTICHE                                   | 13/D – Statistica e metodi matematici per le decisioni                                                        | 13/D4 – Metodi matematici dell'economia e delle scienze attuariali e finanziarie                                                             | SECS-S/06 – Metodi matematici dell'economia e delle scienze attuariali e finanziarie                       |   |
| 14 – SCIENZE POLITICHE E SOCIALI                                        | 14/A – Teoria politica                                                                                        | 14/A1 – Filosofia politica | SPS/01 – Filosofia politica                                                                                |   |
| 14 – SCIENZE POLITICHE E SOCIALI                                        | 14/A – Teoria politica                                                                                        | 14/A2 – Scienza politica | SPS/04 – Scienza politica                                                                                  |   |
| 14 – SCIENZE POLITICHE E SOCIALI                                        | 14/B – Storia politica                                                                                        | 14/B1 – Storia delle dottrine e delle istituzioni politiche                                                                                  | SPS/02 – Storia delle dottrine politiche                                                                   |   |
| 14 – SCIENZE POLITICHE E SOCIALI                                        | 14/B – Storia politica                                                                                        | 14/B1 – Storia delle dottrine e delle istituzioni politiche                                                                                  | SPS/03 – Storia delle istituzioni politiche                                                                |   |
| 14 – SCIENZE POLITICHE E SOCIALI                                        | 14/B – Storia politica                                                                                        | 14/B2 – Storia delle relazioni internazionali, delle società e delle istituzioni extraeuropee                                                | SPS/05 – Storia e istituzioni delle Americhe                                                               |   |
| 14 – SCIENZE POLITICHE E SOCIALI                                        | 14/B – Storia politica                                                                                        | 14/B2 – Storia delle relazioni internazionali, delle società e delle istituzioni extraeuropee                                                | SPS/06 – Storia delle relazioni internazionali                                                             |   |
| 14 – SCIENZE POLITICHE E SOCIALI                                        | 14/B – Storia politica                                                                                        | 14/B2 – Storia delle relazioni internazionali, delle società e delle istituzioni extraeuropee                                                | SPS/13 – Storia e istituzioni dell'Africa                                                                  |   |
| 14 – SCIENZE POLITICHE E SOCIALI                                        | 14/B – Storia politica                                                                                        | 14/B2 – Storia delle relazioni internazionali, delle società e delle istituzioni extraeuropee                                                | SPS/14 – Storia e istituzioni dell'Asia                                                                    |   |
| 14 – SCIENZE POLITICHE E SOCIALI                                        | 14/C – Sociologia                                                                                             | 14/C1 – Sociologia generale | SPS/07 – Sociologia generale                                                                               |   |
| 14 – SCIENZE POLITICHE E SOCIALI                                        | 14/C – Sociologia                                                                                             | 14/C2 – Sociologia dei processi culturali e comunicativi                                                                                     | SPS/08 – Sociologia dei processi culturali e comunicativi                                                  |   |
| 14 – SCIENZE POLITICHE E SOCIALI                                        | 14/C – Sociologia                                                                                             | 14/C3 – Sociologia dei fenomeni politici e giuridici                                                                                         | SPS/11 – Sociologia dei fenomeni politici                                                                  |   |
| 14 – SCIENZE POLITICHE E SOCIALI                                        | 14/C – Sociologia                                                                                             | 14/C3 – Sociologia dei fenomeni politici e giuridici                                                                                         | SPS/12 – Sociologia giuridica, della devianza e mutamento sociale                                          |   |
| 14 – SCIENZE POLITICHE E SOCIALI                                        | 14/D – Sociologia applicata                                                                                   | 14/D1 – Sociologia dei processi economici, del lavoro, dell'ambiente e del territorio                                                        | SPS/09 – Sociologia dei processi economici e del lavoro                                                    |   |
| 14 – SCIENZE POLITICHE E SOCIALI                                        | 14/D – Sociologia applicata                                                                                   | 14/D1 – Sociologia dei processi economici, del lavoro, dell'ambiente e del territorio                                                        | SPS/10 – Sociologia dell'ambiente e del territorio                                                         |   |
| Totale                                                                  | 88 | 190 | 370 | - |